# Испания
Испа́ния (исп. España, МФА: [esˈpaɲa]), официально Короле́вство Испа́ния (исп. Reino de España, МФА: [ˈreino ðe esˈpaɲa]) — трансконтинентальное суверенное государство, включающее основные земли в Юго-Западной Европе и часть территорий в Африке (автономное сообщество Канарские острова, автономные города Сеута и Мелилья и малые суверенные территории).
Испания занимает бо́льшую часть (80 %) Пиренейского полуострова, а также Канарские и Балеарские острова, имеет общую площадь 504 782 км² (вместе с небольшими суверенными территориями на африканском побережье, городами Сеута и Мелилья), являясь четвёртой по величине страной в Европе (после России, Украины и Франции). Омывается Атлантическим океаном на севере и западе, Средиземным морем на юге и востоке. Средняя высота поверхности Испании — 650 м над уровнем моря; она является одной из самых гористых стран Европы. Граничит с Францией, Андоррой, Гибралтаром и Португалией в Европе, и с Марокко в Северной Африке.
Территория разделена на 17 автономных сообществ и 2 автономных города. Столица и крупнейший город — Мадрид, другие крупные города — Барселона, Валенсия, Сарагоса, Севилья, Малага и Мурсия.
Испания — конституционная монархия. Король с 19 июня 2014 года — Филипп VI, председатель правительства со 2 июня 2018 года — Педро Санчес.
По численности населения Испания — 32-е государство в мире (47 493 088 человек на 8 февраля 2024 года). Основное население — испанцы; по вероисповеданию бо́льшую часть населения составляют католики.
Государственный язык Испании — испанский; широко распространены также языки местных национальных меньшинств, такие как каталанский (в Каталонии), галисийский (в Галисии) и изолированный в лингвистическом смысле баскский (в Стране Басков).
Член Европейского союза и НАТО. Экономически развитая страна.

## Этимология
В течение столетий возникало множество гипотез по поводу этимологии названия «Испания». Считается, что оно происходит от римского топонима Hispania, происхождение которого остаётся не до конца выясненным, хотя документально подтверждено, что финикийцы и карфагеняне именовали регион Spania, поэтому наиболее распространённой версией этимологии является семитско-финикийская.

## Физико-географическая характеристика

### Рельеф

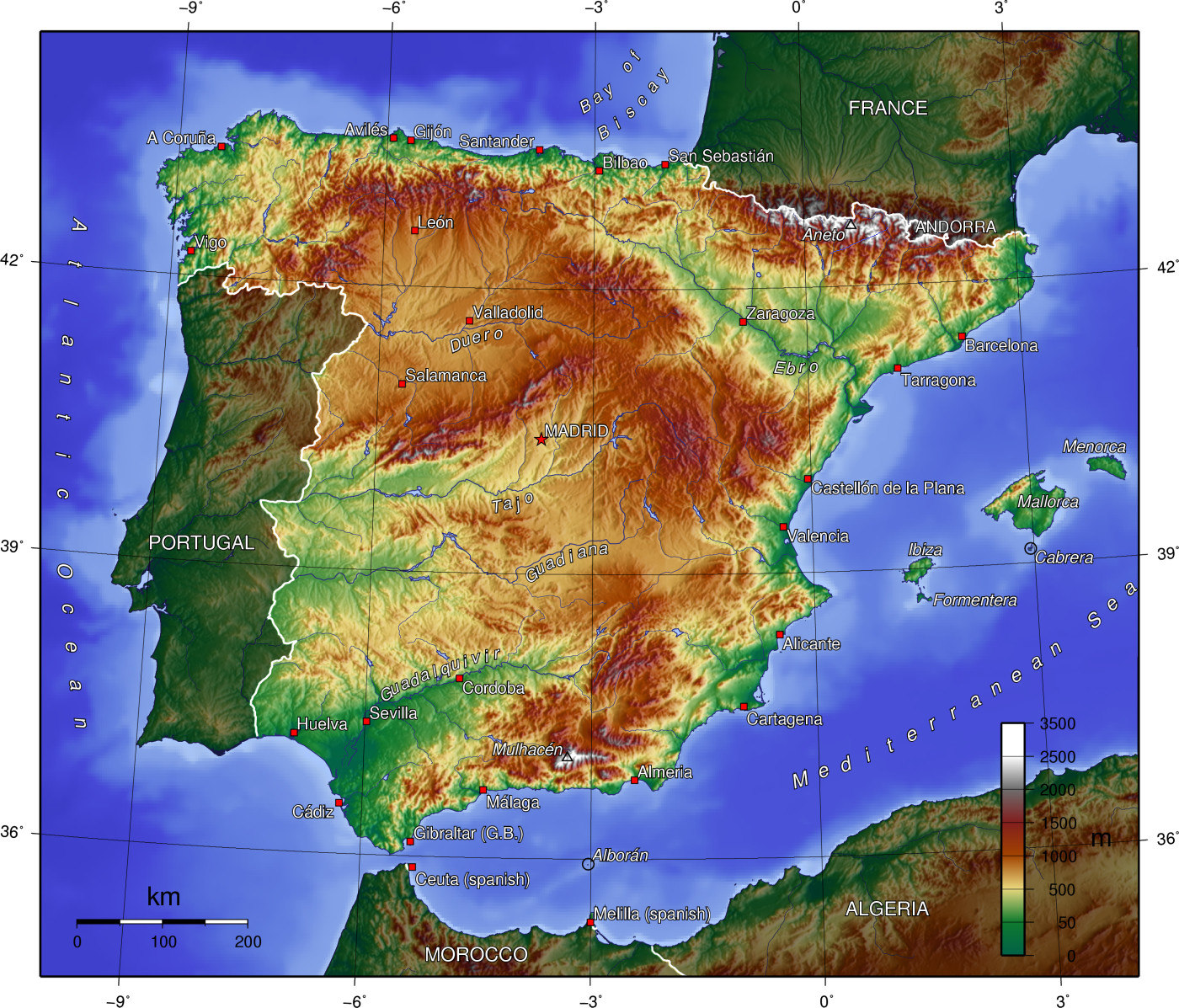
Топографическая карта Испании

Рельеф Испании — преимущественно горный. Центр страны находится на расстоянии 300 км от моря. В рельефе преобладают системы горных хребтов и высокогорных плоскогорий.
Плоскогорья и горы составляют около 90 % территории страны. Почти половину её поверхности занимает обширное, высокое, самое большое в Европе — со средней высотой 660 м — плоскогорье Месета. Оно отличается чередованием плато, складчато-глыбовых хребтов и горных котловин. Центральная Кордильера разделяет его на две части — северную и южную.
На севере Месету окаймляют мощные Кантабрийские горы, которые протянулись вдоль побережья Бискайского залива на 600 км, защищая внутренние районы от влияния моря. В их центральной части находится массив Пикос-де-Эуропа (с испанского — «Пики Европы») с высотами до 2648 м. Эти горы альпийского типа сложены в основном отложениями каменноугольного периода — известняками, кварцитами, песчаниками. Кантабрийские горы — орографическое и тектоническое продолжение самой мощной горной системы Испании — Пиренеев.
Пиренеи представляют собой несколько параллельных хребтов, протягивающихся с запада на восток на 450 км. Это одна из самых труднодоступных горных земель Европы. Хотя в среднем их высота не очень велика (чуть более 2500 м), они имеют всего несколько удобно расположенных перевалов. Все перевалы находятся на высоте 1500—2000 м, поэтому всего четыре железные дороги идут из Испании во Францию: две из них обходят Пиренеи по побережью с северо-запада и юго-востока, а ещё две железные дороги пересекают Пиренеи на участках Аербе — Олорон-Сент-Мари и Риполь — Прад, через систему тоннелей. Наиболее широкая и высокая часть гор — центральная. Здесь находится их главная вершина — пик Ането, достигающий 3404 м.
С северо-востока к Месете примыкает система Иберийских гор, высшей точкой которых является пик Сан-Мигель в горном массиве Монкайо, имеющий, по разным источникам, высоту от 2314 до 2316 м.
Между восточными Пиренеями и Иберийскими горами протягиваются невысокие Каталонские горы, южные склоны которых уступами обрываются к Средиземному морю. Каталонские горы (средние высоты — 900-1200 м, вершина — гора Каро — 1447 м) следуют на протяжении 400 км почти параллельно берегу Средиземного моря и фактически обособляют от него Арагонское плато. Участки прибрежных равнин, развитые в Мурсии, Валенсии и Каталонии к северу от мыса Палос до границы с Францией, отличаются высоким плодородием.

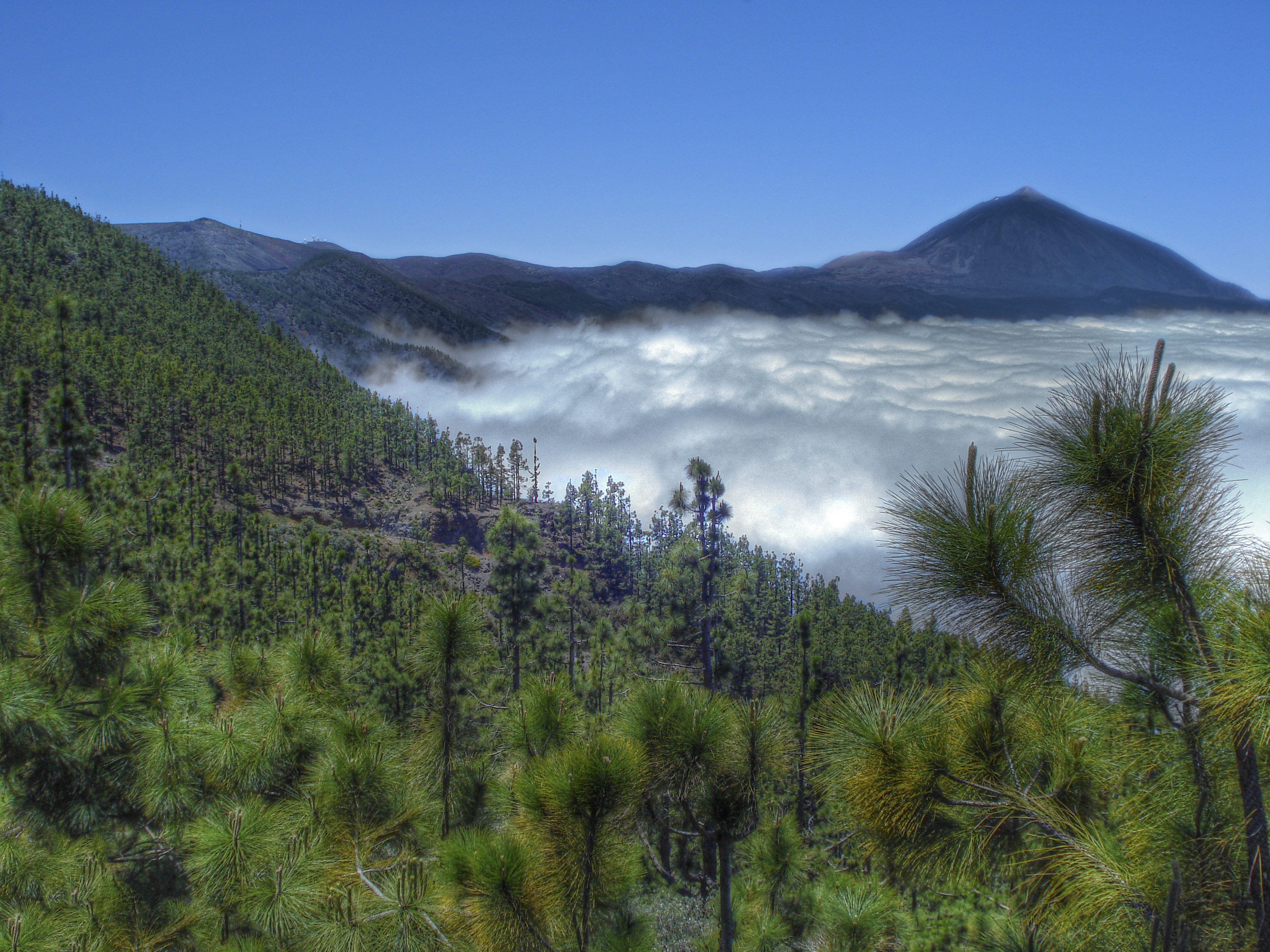
Тейде — вулкан на острове Тенерифе, самая высокая точка Испании

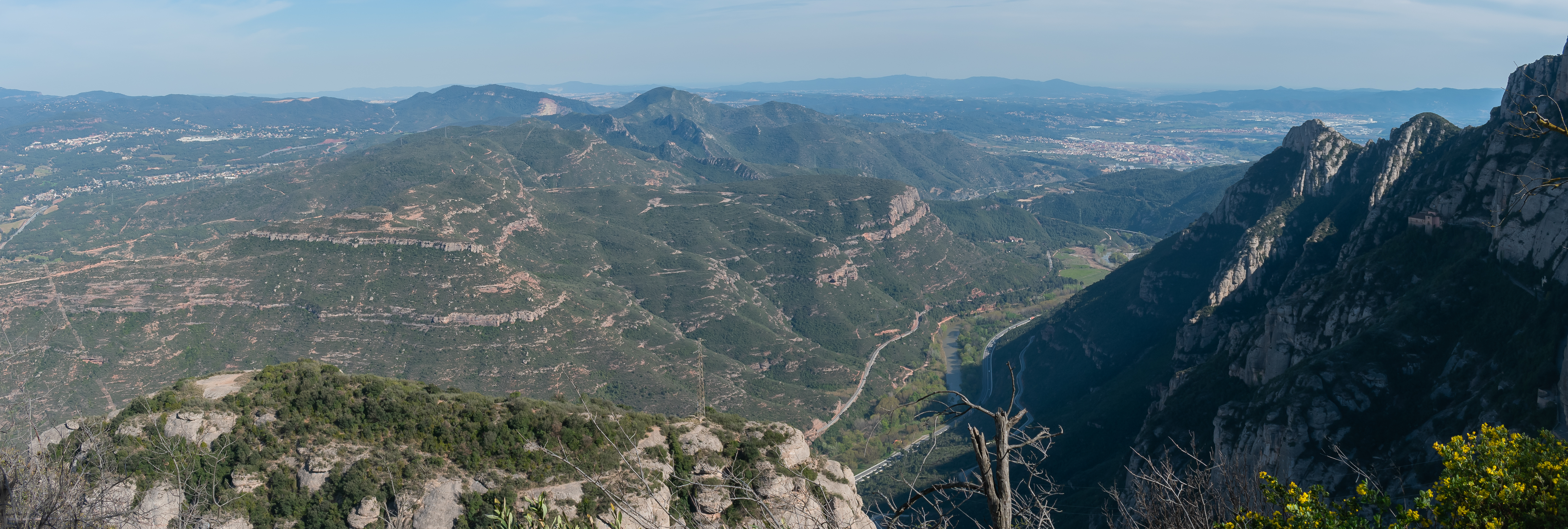
Гора Монсеррат

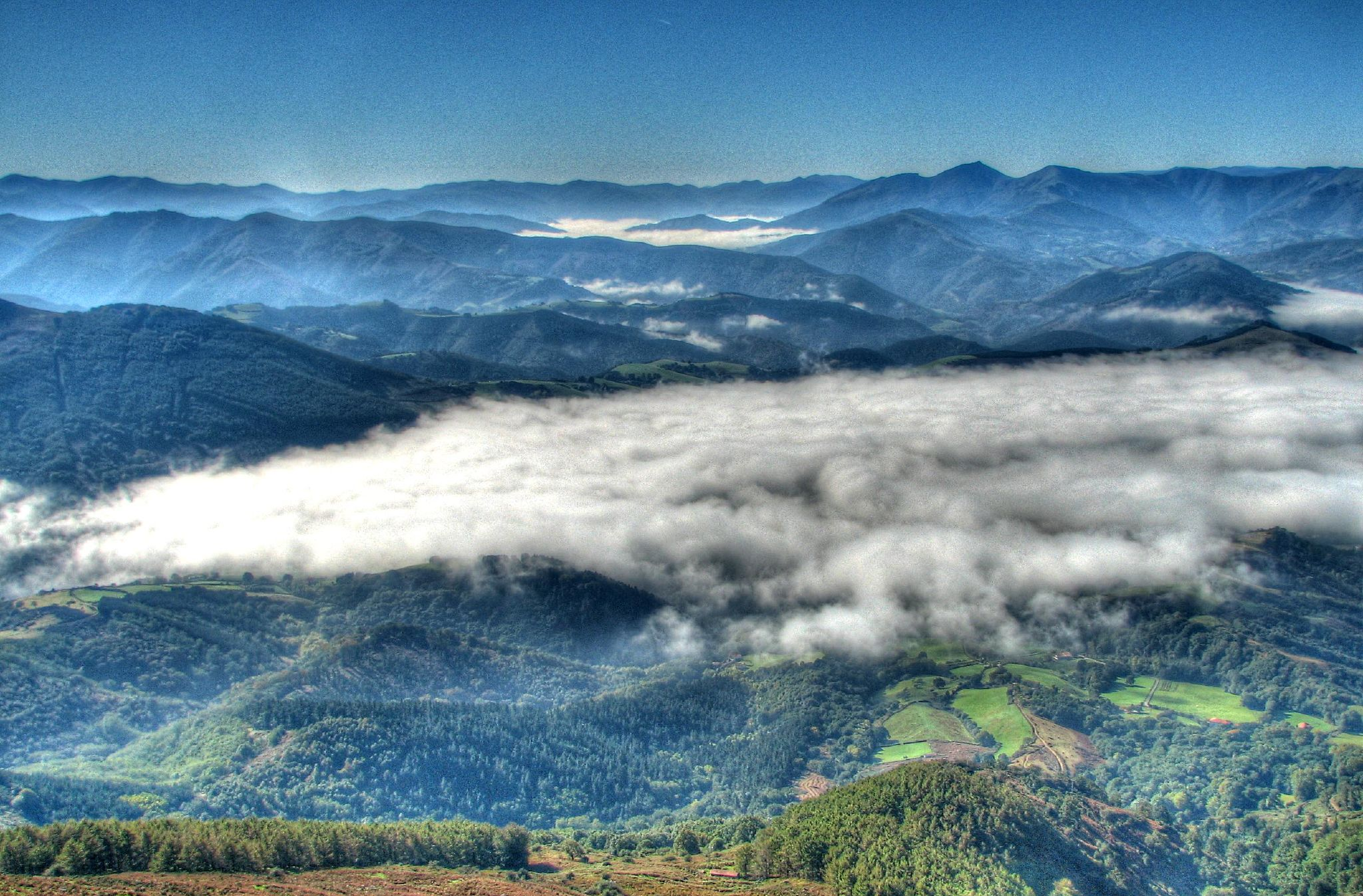
Горы в Стране Басков

Весь юго-восток Пиренейского полуострова занят Кордильерой-Бетика, представляющей собой систему массивов и хребтов. Её кристаллической осью служат горы Сьерра-Невады. По высоте они уступают в Европе только Альпам. Их вершина, гора Муласен, достигающая 3478 м, — высшая точка полуостровной Испании.
Самая высокая горная вершина Испании находится на острове Тенерифе (Канарские острова) — это вулкан Тейде, высота которого достигает 3718 м.
Бо́льшая часть территории Испании расположена на высоте около 700 м выше уровня моря. Это вторая по высоте страна в Европе после Швейцарии.
Единственная крупная низменность — Андалусская — располагается на юге страны. На северо-востоке Испании, в долине реки Эбро, раскинулась Арагонская равнина. Низменности меньших размеров тянутся вдоль Средиземного моря. По Андалусской низменности протекает одна из главных рек Испании (и единственная судоходная в нижнем течении) — Гвадалквивир. Остальные реки, в том числе крупнейшие: Тахо и Дуэро, низовья которых расположены на территории соседней Португалии (Эбро, Гвадиана) — отличаются резкими сезонными колебаниями уровня и порожистым течением.
Значительные территории страны страдают от недостатка воды. С этим связана и проблема дефляции — ежегодно выдуваются миллионы тонн верхнего слоя почвы.
Столица Испании — Мадрид — расположена в географическом центре страны и является самой «высокой» столицей Европы.
На побережье Испании насчитывается более 2000 пляжей: Коста-Брава, Коста-Дорада, Коста-дель-Асаар, Коста-де-Альмерия, Коста-Бланка, Мар-Менор, Коста-дель-Соль, Коста-де-ла-Лус, Риас-Бахас, Риас-Альтас, Коста-Кантабрика, Канарские и Балеарские острова.

### Климат

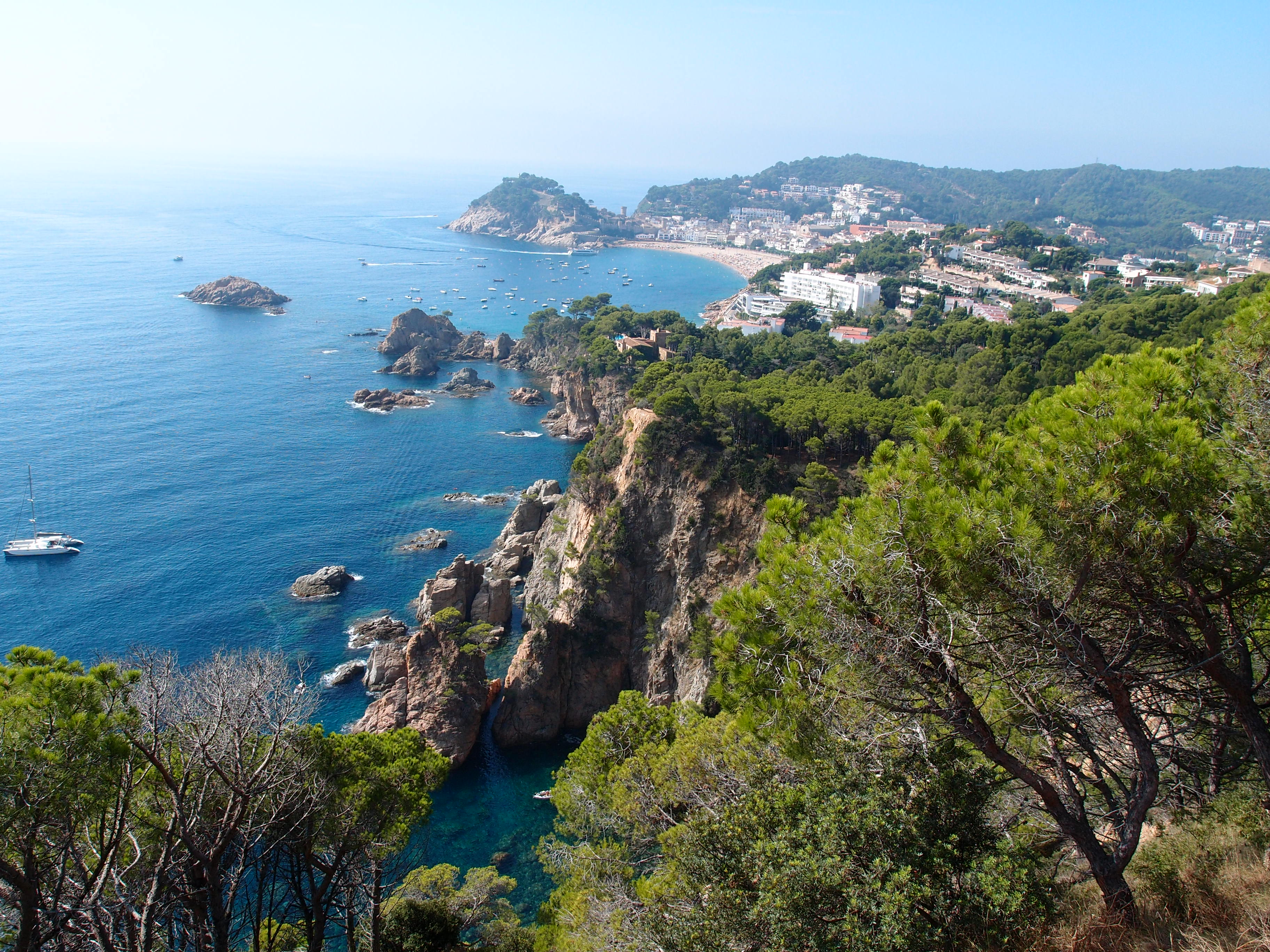
Тосса-де-Мар, Каталония

Испания является одним из самых тёплых государств в Южной Европе. Среднее количество солнечных дней составляет 260—285. Средняя годовая температура на побережье Средиземного моря составляет +20 °C. Зимой температура опускается ниже нуля обычно только в центральных и северных районах страны. Летом температура поднимается до +40 °C и выше (от центральной части до южного побережья). На северном побережье температура не такая высокая — около +25 °C.
На крайнем северо-западе страны климат — мягкий и влажный, со слабыми колебаниями температуры в течение года и большим количеством осадков. Постоянные ветры со стороны Атлантики приносят много влаги — главным образом, зимой, когда господствует туманная и облачная погода с моросящими дождями, почти без морозов и снега. Средняя температура самого холодного месяца — такая же, как и на северо-западе Франции. Лето — жаркое и влажное, средняя его температура — редко ниже +16 °C. Годовое количество осадков превышает 1070 мм, а местами — достигает 2000 мм.
Совершенно иные условия во внутренних частях страны — на плато Старой и Новой Кастилии и Арагонской равнине. В этих районах сказывается влияние плоскогорно-котловинного рельефа, значительной высоты и местного континентального воздуха. Для них характерно относительно малое количество осадков (не более 500 мм в год) и резкие колебания температуры по сезонам. В Старой Кастилии и на Арагонской равнине бывают довольно холодные зимы с морозами и сильными, резкими ветрами; лето — жаркое и довольно сухое, хотя наибольшее количество осадков приходится на этот сезон года. В Новой Кастилии климат немного мягче, с более тёплой зимой, но также с малым количеством осадков. Земледелие во всех этих районах нуждается в искусственном орошении.
Климат Испании представляет собой различное множество климатических зон. Преобладающим климатом является средиземноморский, который отличается скудными осадками.

### Почвы
На северо-западе Испании на приморских равнинах и наветренных склонах гор развиты бурые лесные почвы. Внутренние районы страны — Старая и Новая Кастилия, Иберийские горы и Арагонское плато — характеризуются коричневыми почвами; в областях, богатых известняком, встречается терра роса — элювиальная почва; в самых сухих безлесных местностях представлены маломощные карбонатные серо-коричневые почвы с участками солончаков в депрессиях рельефа. В аридных ландшафтах Мурсии развиты серозёмы. Они негипсоносны и не засолены, при орошении дают высокие урожаи плодовых и других культур. Выделяются тяжелоглинистые почвы баррос на плоских аллювиальных равнинах, особенно благоприятные для возделывания риса.

### Растительный и животный мир

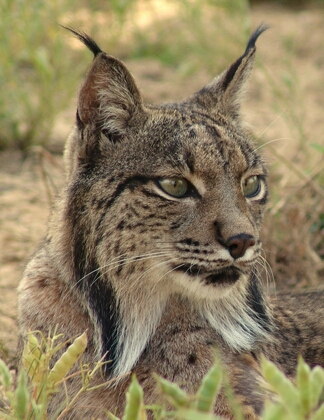
Пиренейская рысь

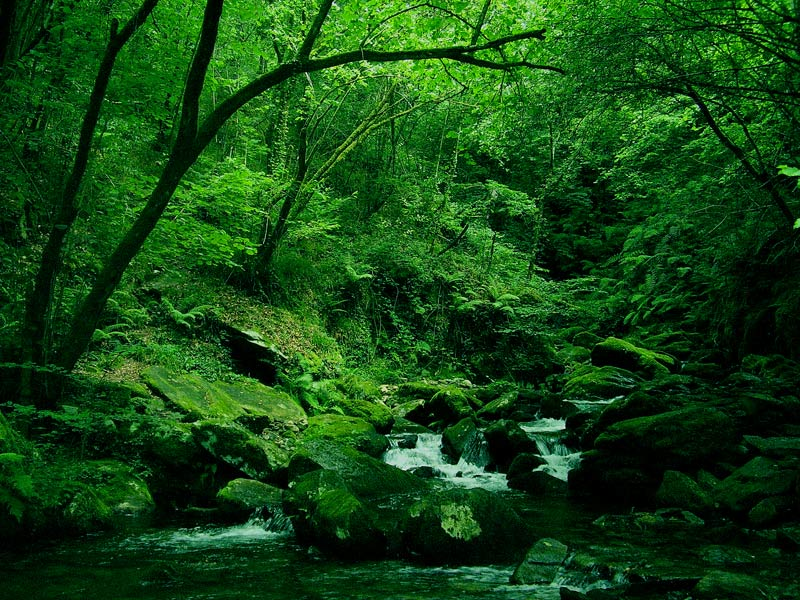
Лиственный лес в Галисии

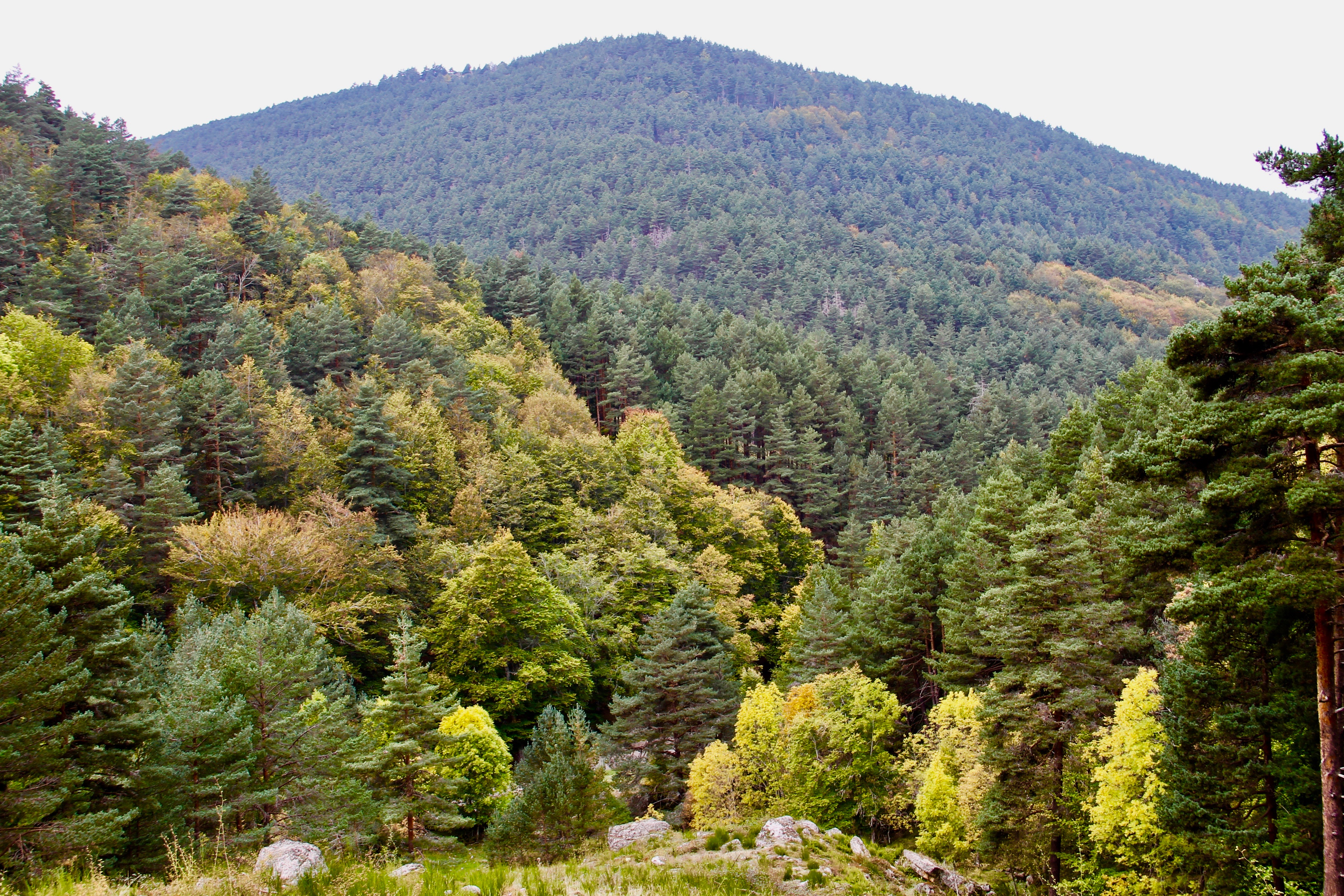
Хвойный лес в испанских горах

Разнообразие климатических условий — от влажных на севере до аридных на юге — обусловливает неоднородность флоры и растительности Испании. На севере проявляются черты сходства с Центральной Европой, а на юге — с Африкой. Следы лесной растительности в Мурсии, Ла-Манче и Гранаде свидетельствуют о том, что в прошлом значительная часть территории Испании была облесена, однако сейчас леса и редколесья занимают всего 30 % площади страны, причём лишь 5 % приходится на полноценные сомкнутые древостои.
На северо-западе страны произрастают вечнозелёные дубовые леса. В горных лесах больше листопадных видов дубов, наряду с буком, ясенем, берёзой и каштаном, что типично для Центральной Европы. Во внутренних районах Испании местами сохранились небольшие массивы сухих вечнозелёных лесов с преобладанием дуба, перемежающиеся с сосновыми лесами и кустарниками. В наиболее засушливых местностях Новой Кастилии, Арагонского плато и Мурсии встречаются полупустыни (обычно на солончаках).
В тех районах Южной Испании, где выпадает больше осадков, особенно вдоль побережья, представлены типичные средиземноморские кустарничково-травяные сообщества типа гариги и томиллара. Для гариги характерно участие местных видов дрока и васильков, для томиллара — присутствие ароматических губоцветных (кустарниковые виды тимьяна, розмарина и др.), а также ладанника. Особую разновидность гарриги составляют рассеянные заросли карликовой веерной пальмы, весьма характерной для Андалусии, а также сообщества с преобладанием высокой травы альфа, или эспарто, — выносливого ксерофита, дающего крепкое волокно.
В фауне Испании очевидна связь с фауной Центральной Европы и Африки. Среди европейских видов заслуживают упоминания две разновидности бурого медведя (крупная астурийская и более мелкая, чёрной масти, встречающаяся в Пиренеях), рысь, волк, лисица, лесной кот. Встречаются олени, зайцы, белки и кроты. В Испании и Северной Африке водится орёл-могильник, а встречающаяся на Пиренейском полуострове голубая сорока обнаружена также в Восточной Азии. По обеим сторонам Гибралтарского пролива встречаются генеты, египетские мангусты и один вид хамелеонов.

### Полезные ископаемые
Недра Испании изобилуют полезными ископаемыми. Особенно значительны запасы металлических руд, месторождения которых связаны с выходами складчатого основания Месеты или с вулканическими породами горных сооружений. По северо-западной окраине Месеты, в пределах Галлийского массива, в каледонских и протерозойских гранитных интрузиях имеются оловянные, вольфрамовые и урановые руды. По южной окраине Месеты протянулась полоса свинцово-цинково-серебряных месторождений. Там же находится крупное месторождение ртути, имеющее мировое значение — Альмаден. Железные руды имеются на севере и юге Испании. Они приурочены к структурам мезозойского и альпийского магматического циклов. Это известные месторождения района Бильбао на северном склоне Бискайских гор и в Альмерии на южном склоне Бетских Кордильер. На севере в отложениях карбона, заполняющих предгорную депрессию Астурийских гор, находится крупнейший в стране каменноугольный бассейн. Кроме того, небольшие месторождения каменного угля есть на южном склоне гор и в некоторых других районах. В кайнозойских отложениях межгорных и внутригорных депрессий залегают толщи солей и бурого угля. Значительные запасы калийных солей располагаются в пределах равнины Эбро.
Большинство месторождений полезных ископаемых на территории страны имеют весьма скромные размеры и довольно сильно исчерпаны, как и многие месторождения других европейских регионов, что делает Испанию зависимой от импорта полезных ископаемых, в основном, из Северной Африки.

## История

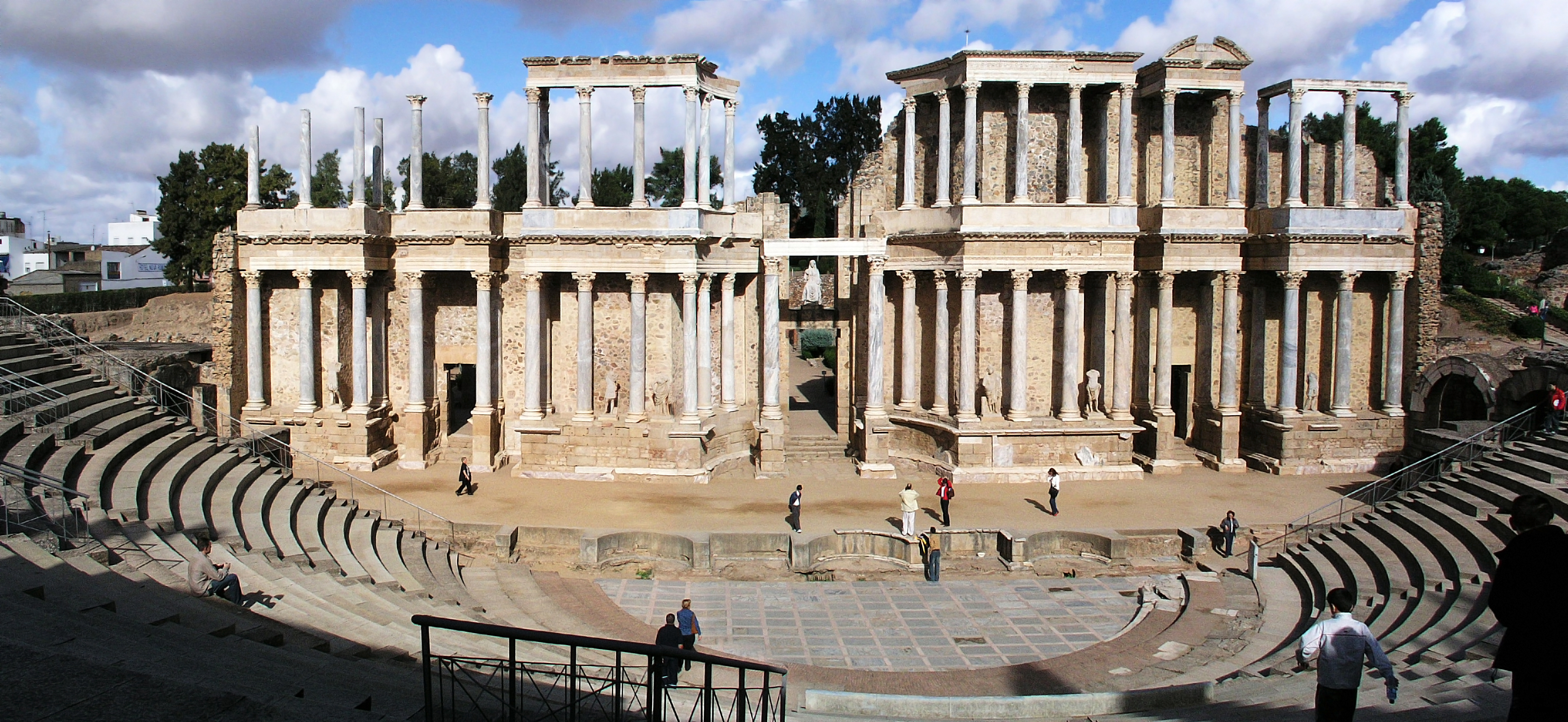
Римский театр в Мериде

На юго-западном побережье Иберии в бронзовом веке возникает культура, из которой в конце 3-го тысячелетия до н. э. образуется цивилизация Тартесс, торговавшая металлом с финикийцами. После истощения шахт Тартесс приходит в упадок.
Вдоль восточного побережья Испании во 2-м тысячелетии до н. э. появились иберийские племена; некоторые гипотезы связывают их прародину с Северной Африкой. В дальнейшем иберы были частично ассимилированы кельтами. От иберов происходит древнее название полуострова — Иберийский. Финикийцы называли землю иберов Испанией. В середине 2-го тысячелетия до н. э. иберы начали расселяться в укреплённых деревнях на территории современной Кастилии. Иберы занимались в основном земледелием, скотоводством и охотой, умели изготовлять орудия труда из меди и бронзы. Иберы использовали палеоиспанское письмо, созданное ранее тартессийцами. Язык иберов не был родственен тартессийскому.

Битва при Лепанто, ознаменовавшая конец доминированию османского флота в Средиземном море

Имеются римские свидетельства о том, что ранее в Испании обитали лигуры, однако в исторический период об их существовании ничего не известно.
В позднем бронзовом веке в Иберию проникает культура полей погребальных урн (остатком которой в исторический период, вероятно, были лузитаны), а в начале 1-го тысячелетия до н. э. большую часть Иберии колонизируют кельтские племена. Часть кельтов, обитавшая по соседству с иберами, попав под их влияние, создала кельтиберийскую культуру; кельты, обитавшие в западной части, сохраняли относительно консервативный образ жизни, были бесписьменными. Кельты Иберии прославились, как воины. Именно они изобрели обоюдоострый меч, впоследствии ставший стандартным вооружением римской армии и использованный против своих же изобретателей.

### Римская Испания
Во время Второй Пунической войны, между 210 и 205 годами до н. э. расширяющаяся Римская Республика захватила Карфагенские колонии в Средиземном море. На завоевание Римом Испании ушло почти два столетия, и затем на протяжении около шести столетий Испания входила в состав Римской Империи. Императоры Адриан, Траян, Феодосий I, а также философ Сенека родились в Римской Испании. Христианство попало в Испанию в I веке н. э. и стало популярным в городах во II веке.

### Готская Испания
Ослабление римской юрисдикции в Испании началось в 409 году, когда германские племена свевы и вандалы совместно с сарматскими племенами Аланами вошли на полуостров с позволения римского узурпатора. Свевы основали государство в современной Галисии и северной Португалии, а вандалы обосновались на юге Испании к 420 году, перешли в северную Африку в 429 году и захватили Карфаген в 439 году.
Вестготы попадают на Иберийский полуостров в 414—415 годах под предводительством Атаульфа, и в дальнейшем расселяются почти по всей Испании. После падения Западной Римской Империи королевство вестготов обретает полную независимость. Вестготы, как и другие готские племена, исповедовали арианство. Однако значительную часть населения Испании всё ещё составляли потомки иберо-римлян, исповедовавшие ортодоксальное христианство.
Византийский император Юстиниан Великий считал своим долгом восстановить Римскую империю в прежних границах под принципом «Одно государство, одна вера, один закон». В результате вандальской войны королевство вандалов было разбито и включено в состав римской империи вплоть до Сеуты. Весной 552 года Юстиниан отправляет экспедицию в Испанию и отвоёвывает у вестготов юг Испании, ставшей «Провинцией Спания». Однако Византия была не в состоянии присылать войска в Испанию, и вестготский король Леовигильд вернул большую часть завоеваний. Вестготские короли Сисебут и его сын Свинтила изгнали византийцев с полуострова.
При короле Леовигильде под влиянием его супруги Гоисвинты в 580 году в Толедо был проведён первый последний арианский собор в противовес вселенским соборам, в результате которого начались гонения вестготов ариан на ортодоксальных христиан. Однако в 589 году при короле Реккареде I, по результатам 3-го Толедского собора вестготы перешли в ортодоксальное христианство, из-за чего впоследствии утратили готский язык, на котором проводились арианские литургии. Также Третий Толедский собор обязывал евреев отпустить на волю рабов-христиан. Третий Толедский собор позволил объединить общество, вследствие чего готы и иберо-римляне начали исповедовать одну религию, положив начало формирования испанской нации.

### Мусульманская Испания и Реконкиста
В 711 году в Гибралтаре высаживаются войска Тарик ибн Зияда Омейядского халифата. За короткий период Омейядским халифатом была захвачена большая территория Испании и разбито государство вестготов. К 714 году мавры установили контроль над большей частью полуострова, в 717 году они начали нападение на юг Франции, а в 719 году — дошли до Тулузы. На территории Испании были основаны Аль-Андалус, а затем в 756 году Кордовский Эмират. Кордова становится одним из крупнейших городов мира, важным культурным, научным и экономическим центром. В IX веке в Кордове строится дворцовый город Мадина аз-захра. Вместе с приходом мусульман в Испанию начинается рассвет еврейской культуры.
Первая незначительная победа христиан была одержана в 718 году при Ковадонге, что считается началом Реконкисты, отвоевания испанцами и португальцами Пиренейского полуострова у мусульман. Битва при Пуатье в 732 году во Франции предотвратила дальнейшее распространение ислама в Европе. Тем не менее окончательное вытеснение мусульман из Испании заняло несколько веков и было окончательно завершено только при падении Гранадского Эмирата в 1492 году.

### Испанская империя

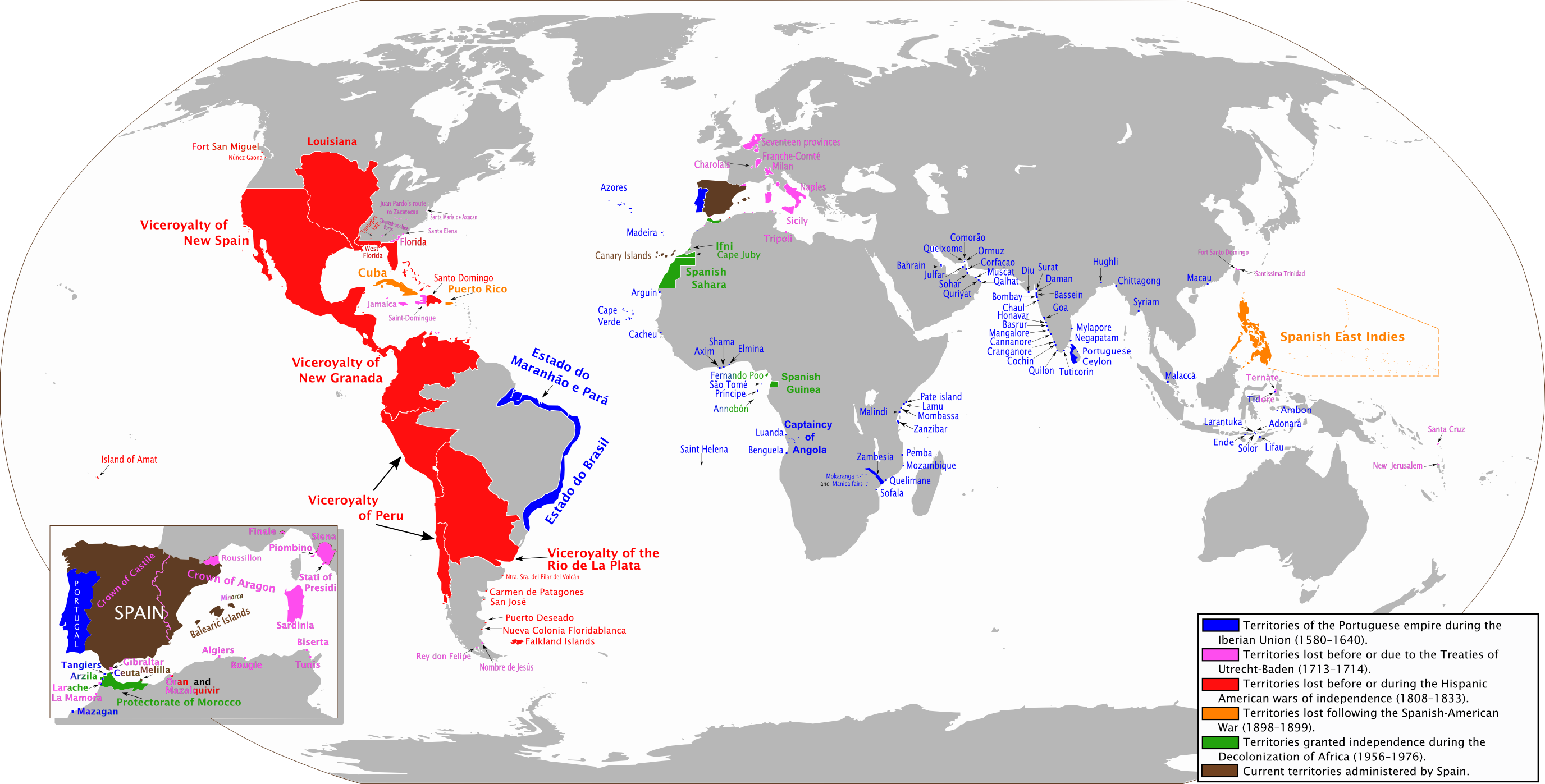
Карта колониальной экспансии Испанской империи

Завершение Реконкисты и объединение королевств Арагон и Кастилия в 1492 году послужило началом Испанской империи. В этом же году Христофор Колумб совершил первую экспедицию в Америку, которая стала началом испанской колонизации Америки, которая имела преимущественно мужской тип — на новые земли переезжали мужчины, которые вступали в брак с местными женщинами индейского или африканского происхождения. Испания стала первопроходцем колонизации, начав колонизировать Америку раньше других европейских государств. При этом средиземноморские города Испании практически обезлюдели до такой степени, что не могли противостоять берберским пиратам.
Испания стала первой колониальной империей, владеющей огромными территориями на разных континентах. Колонизация Америки имела также и религиозный характер. В то время как в Европе бушевал конфликт между католиками и протестантами, индейцы обращались в католичество. Поскольку испанцы были шокированы обычаями человеческих жертвоприношений у майя, ацтеков и инков, было принято решение военной силой евангелизировать аборигенов, которые «погрязли в грехе». Испанцами были захвачены огромные территории — Мексика, Филиппины, Новая Андалусия, Чили, Перу, и многие другие — Испанию стали называть империей, над которой никогда не садится солнце.
Период Испанских Габсбургов называют «Золотым веком Испании». После окончания правления династии Габсбургов в Испании началась война за испанское наследство, по окончании которой к власти пришла династия Бурбонов. К XIX веку начинается закат Испанской Империи — начинается война за независимость испанских колоний в Америке.

### XX век
В 1923 году установилась военная диктатура генерала Мигеля Примо де Риверы. Король уже в этот период не обладал никакой властью в стране. В январе 1930 года, после потери поддержки в армии, не сумев выправить положение дел после острого экономического кризиса прошлого года, диктатор покинул страну. 14 апреля 1931 года покинул страну, но не отрёкся от престола последний из Бурбонов, Альфонсо XIII — поддерживающие его партии потерпели сокрушительное поражение на муниципальных выборах. Правительство сформировали приверженцы смены строя. Вскоре Нисето Алькала Самора-и-Торрес стал первым премьер-министром Второй Испанской Республики. Так начался второй республиканский период.
Радикальная политика нового правительства по отношению к землевладельцам, Католической церкви, армии, предельный либерализм к сепаратистски настроенным регионам севера и востока встречали горячую поддержку одной части населения и жгучее чувство ненависти у другой. Локальные восстания сменяли друг друга. Несмотря на все радикальные меры, за 2 года правительство не добилось никаких успехов в экономике. На выборах в ноябре 1933 года в правительство вернулись консерваторы, реформы были остановлены. Теперь погромы и мятежи по всей стране стали проводить уже их противники — либералы и анархисты. На следующих выборах в январе 1936 года опять, как в 1931 году, победили радикалы — «Народный фронт» с участием Коммунистической партии. Новый состав Kортесов (парламент Испании) возобновил претворение в жизнь радикальной политики, надеясь крайними мерами начать решать глубочайшие проблемы в экономике страны.
В июле того же года консервативные генералы во главе с Хосе Санхурхо подняли хорошо подготовленный мятеж. В первые же дни восстания, после смерти старого лидера в авиационной катастрофе, новым главой заговора стал Франсиско Франко. Националисты обратились за помощью к Германии и Италии, коммунисты получили помощь от СССР и многих левых партий Европы и мира. Началась гражданская война. Республиканцы в своей зоне экспроприировали землю, предприятия, банки, организовали преследования священников и монахов. На «националистической» территории все традиционные институты были восстановлены, власть сосредоточилась в руках Франко. Фронт вооружённого противостояния протянулся через всю страну. За 3 года медленного победного продвижения в боях были завоёваны все провинции, поддерживающие республиканцев. С первых до последних недель войны в осаде находилась столица — Мадрид. В эти годы Испания была главной дипломатической проблемой всех развитых стран мира.
В 1939 году, после победы военных, диктатура была распространена на всю страну, политические партии были запрещены, единственно признанной Испанской Традиционалистской Фаланги СНСН под предводительством Франсиско Франко. Испания соблюдала нейтралитет во время Второй мировой войны, хотя и послала на Восточный фронт добровольческую «Голубую дивизию».

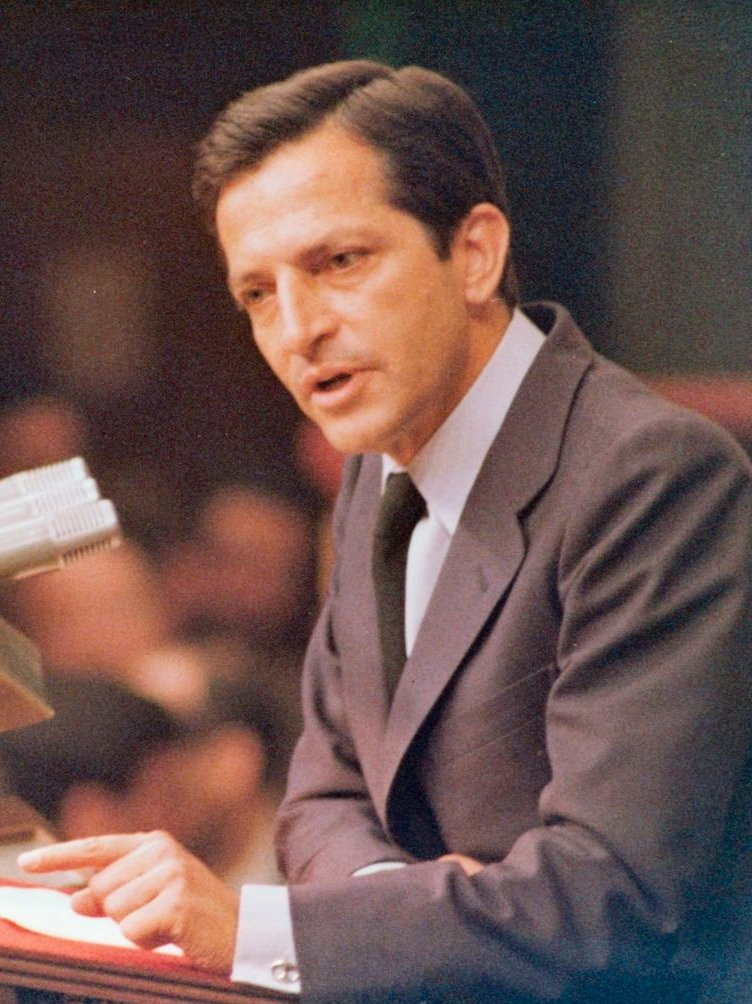
Адольфо Суарес

В 1947 году Испания была опять объявлена королевством (однако престол оставался незанятым при регентстве каудильо Франко).
В ноябре 1975 года, после смерти Франко, королём был провозглашён Хуан Карлос I, назначивший в июле 1976 года премьер-министром Адольфо Суареса, начался демонтаж фашистского режима и демократические преобразования. В октябре 1977 года основные политические силы страны подписали так называемый «Пакт Монклоа» (по названию резиденции правительства в Мадриде), который предусматривал набор мер в области политики и экономики по завершению перехода страны к демократии. Пакт предусматривал парламентский контроль над средствами массовой информации, реорганизацию сил правопорядка, либерализацию законодательства о митингах и собрания, демократизацию системы социального обеспечения и сферы образования, проведение налоговой реформы и др. «Пакт Монклоа» стал классическим примером компромисса между различными партиями на основе общенационального консенсуса для реализации общих задач в «переходном» обществе. В декабре 1978 года вступила в силу новая конституция.
30 мая 1982 года Испания вступила в НАТО, а 1 января 1986 года (вместе с Португалией) — в Европейский союз. Страна Басков и Каталония, по конституции в 1978 году, получили значительную автономию, но в них до сих пор существуют и сепаратистские движения (особенной непримиримостью отличается баскская террористическая организация ЭТА (Euskadi ta askatasuna «Страна Басков и свобода»)).

### XXI век

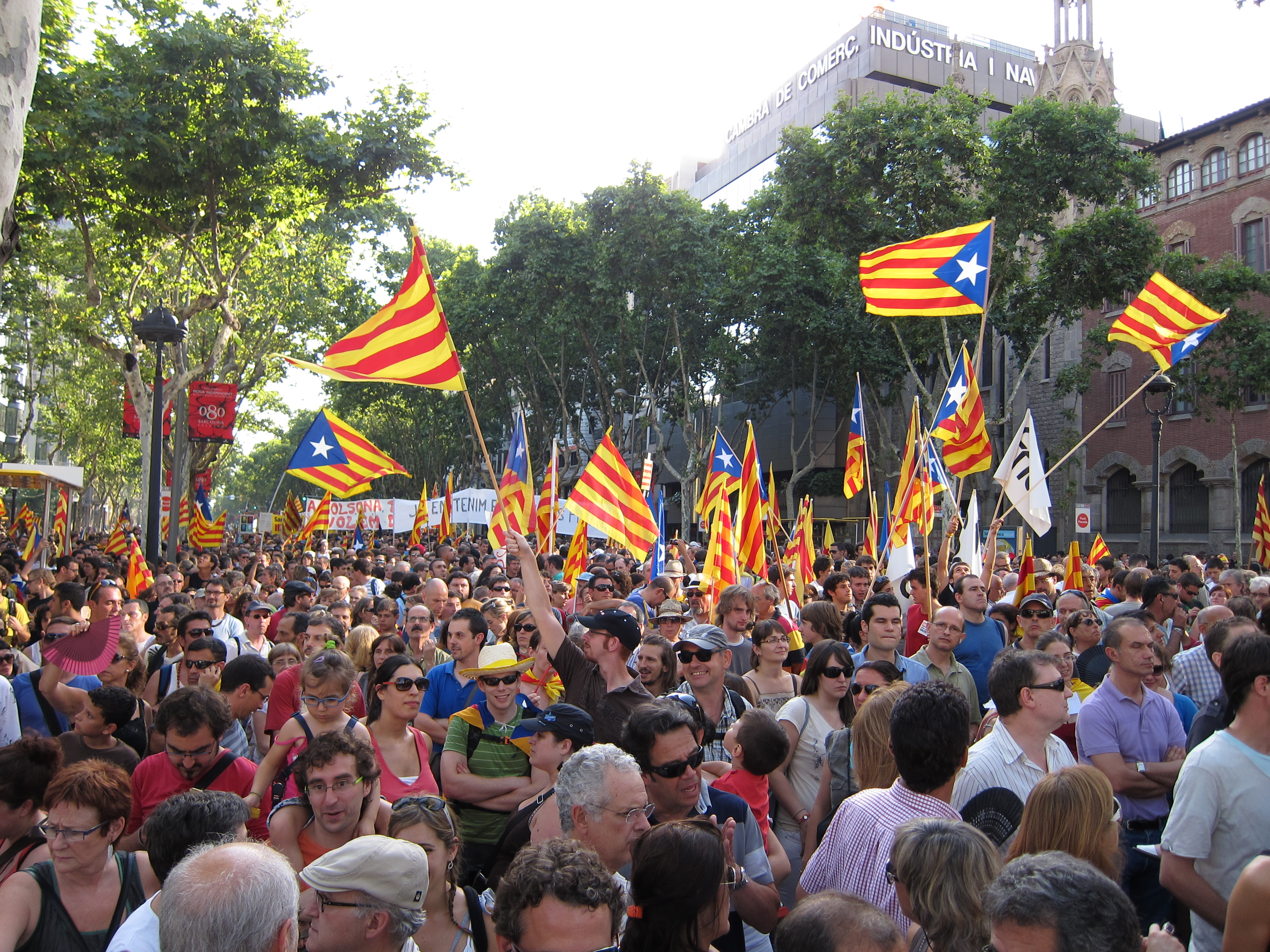
Движение за независимость Каталонии (2010)

В марте 2004 года в Мадриде на железнодорожном вокзале прогремели 13 взрывов, в результате которых был убит 191 и было ранено 2050 человек, теракт был организован исламистами. Взрывы произошли за три дня до парламентских выборов, следствием чего стал проигрыш на выборах 14 марта 2004 Народной партии, возглавляемой премьер-министром Хосе Марией Аснаром, пославшим испанские войска в поддержку США и Великобритании в Ираке в одностороннем порядке, без согласования с парламентом.
В начале 2004 года новое социалистическое правительство Хосе Луиса Родригеса Сапатеро совершило крутой поворот во внешней политике Испании: от поддержки курса США к солидарности с большинством стран Евросоюза. После победы на выборах 14 марта 2004 года социалистическое правительство вывело испанские войска из Ирака, выполнив таким образом важный пункт избирательной программы Испанской социалистической рабочей партии (ИСРП).
В 2005 году в Испании были легализованы однополые браки. Таким образом, Испания стала третьим государством в мире, после Нидерландов и Бельгии, признавшим юридическое равноправие брачных союзов независимо от пола супругов.
9 марта 2008 года прошли парламентские выборы в Испании. На выборах одержала победу Испанская социалистическая рабочая партия. В соответствии с результатами выборов, Испанская социалистическая рабочая партия получила 168 мест в парламенте, её основной соперник — консервативная Народная партия получила 154 места. Оставшиеся места (всего в парламенте 350 мест) поделили между собой ещё 8 партий, в основном региональные. Коммунисты и «зелёные» из Объединённой левой коалиции снизили своё присутствие в парламенте с пяти до трёх депутатов. В выборах, на которых баллотировались кандидаты от 92 партий, приняли участие 75 % избирателей.
20 ноября 2011 года прошли досрочные парламентские выборы, где победила Народная Партия во главе с Мариано Рахоем, получив 186 из 350 мест в нижней палате. В декабре Рахой вступил в должность премьер-министра Испании. Главная цель нового правительства — выведение Испании из затяжного финансового кризиса.
28 апреля 2025 года произошло массовое отключение электроэнергии. Власти сообщают, что АЭС были отключены из-за недостатка электроэнергии. Говорят также об отмене многих рейсов.
Одной из проблем современной Испании является проблема иммиграции. В основном в Испанию приезжают жители стран Магриба и Латинской Америки. В начале нового века в странах ЕС по приблизительным подсчётам находилось 2,5 млн латиноамериканцев, 800 тыс. из которых находились в Испании. Однако после терактов 2004 года значительно изменилось отношение испанцев к иммигрантам.

## Население
| 1960        | 1961        | 1962        | 1963        | 1964        | 1965        | 1966        | 1967        | 1968        | 1969        | 1970        | 1971        |
| ----------- | ----------- | ----------- | ----------- | ----------- | ----------- | ----------- | ----------- | ----------- | ----------- | ----------- | ----------- |
| 30 455 000  | ↗30 739 250 | ↗31 023 366 | ↗31 296 651 | ↗31 609 195 | ↗31 954 292 | ↗32 283 194 | ↗32 682 947 | ↗33 113 134 | ↗33 441 054 | ↗33 814 531 | ↗34 191 678 |
| 1972        | 1973        | 1974        | 1975        | 1976        | 1977        | 1978        | 1979        | 1980        | 1981        | 1982        | 1983        |
| ↗34 502 705 | ↗34 817 071 | ↗35 154 338 | ↗35 530 725 | ↗35 939 437 | ↗36 370 050 | ↗36 872 506 | ↗37 201 123 | ↗37 439 035 | ↗37 740 556 | ↗37 942 805 | ↗38 122 429 |
| 1984        | 1985        | 1986        | 1987        | 1988        | 1989        | 1990        | 1991        | 1992        | 1993        | 1994        | 1995        |
| ↗38 278 575 | ↗38 418 817 | ↗38 535 617 | ↗38 630 820 | ↗38 715 849 | ↗38 791 473 | ↗38 850 435 | ↗38 939 049 | ↗39 067 745 | ↗39 189 400 | ↗39 294 967 | ↗39 387 017 |
| 1996        | 1997        | 1998        | 1999        | 2000        | 2001        | 2002        | 2003        | 2004        | 2005        | 2006        | 2007        |
| ↗39 478 186 | ↗39 582 413 | ↗39 721 108 | ↗39 926 268 | ↗40 263 216 | ↗40 756 001 | ↗41 431 558 | ↗42 187 645 | ↗42 921 895 | ↗43 653 155 | ↗44 397 319 | ↗45 226 803 |
| 2008        | 2009        | 2010        | 2011        | 2012        | 2013        | 2014        | 2015        | 2017        | 2018        | 2021        | 2024        |
| ↗45 954 106 | ↗46 362 946 | ↗46 576 897 | ↗46 742 697 | ↗46 773 055 | ↘46 617 825 | ↘46 512 199 | ↘46 449 565 | ↗46 528 024 | ↗46 733 038 | ↗47 415 750 | ↗48 592 909 |

Возрастно-половая пирамида населения Испании на 2021 год

Возрастно-половые пирамиды населения Испании в 2002—2021 года. Население испанского происхождения изображено в цвете, иностранного — серым цветом.

Динамика изменения численности населения:
- 1 г. — 3 млн чел.;
- 150 г. — 7 млн чел.;
- 500 г. — 3 млн чел.;
- 1000 г. — 6 млн чел.;
- 1200 г. — 10 млн чел.;
- 1300 г. — 14 млн чел.;
- 1450 г. — 20 млн чел.;
- 1800 г. — 11,6 млн чел.;
- 1850 г. — 11,3 млн чел.;
- 1900 г. — 18,6 млн чел.;
- 1932 г. — 24,1 млн чел.;
- 1959 г. — 29,9 млн чел.;
- 1977 г. — 36,3 млн чел.;
- 2009 г. — 45,9 млн чел.;
- 2011 г. — 46,7 млн чел.;
- 2013 г. — 46,7 млн чел.[27];
- 2014 г. — 46,5 млн чел.;
- 2015 г. — 46,4 млн чел.[27];
- 2016 г. — 46,4 млн чел.;
- 2017 г. — 46,5 млн чел.;
- 2018 г. — 46,7 млн чел.;
- 2019 г. — 46,9 млн чел.;
- 2020 г. — 47,3 млн чел.;
- 2021 г. — 47,4 млн чел.;
- 2022 г. — 47,5 млн чел.;
- 2023 г. — 48,1 млн чел.[28].

В Испании Нового Времени (1492—1860) наблюдался отрицательный естественный прирост: в XV—XVIII веках по Испании было в среднем по 1,79 детей на каждую семью, при иммиграции в колонии.
Население Испании по состоянию на 1 апреля 2023 года согласно данным Института Государственной статистики (Instituto Nacional de Estadística (INE)) составляло 48 196 693 человек. Среди них родились в Испании 39 889 196 человек, родились заграницей 7 506 870 человек, из них родились в Америке 3 394 688 человек, в Европе 2 212 538 человек, в Африке 1 367 287 человек, в Азии 523 632 человека, и в Океании 8725 человек.
По состоянию на 2021 год городское население составляет 81,1 %. Плотность населения — 96 чел./км².
Официальный язык — испанский; в автономных областях официальными наряду с кастильским (испанским) являются и другие языки (каталонско-валенсийско-балеарский в Каталонии, Валенсии и на Балеарских островах, баскский в Стране Басков и Наварре, галисийский в Галисии, аранский в Каталонии). Часть коренных испанцев также говорит на не имеющих официального статуса арагонском, эстремадурском, окситанском языках и на наречии фала де Шалима.
По состоянию на 1 января 2023 года, за пределами страны проживают 2 790 317 граждан Испании, в том числе в странах Северной, Центральной и Южной Америки 1 638 080 человек, в Европе 1 052 384 человека, в Азии 44 237 человек, в Африке 29 677 человек и в Океании 25 939 человек.
По состоянию на 1 января 2022 года, в Испании проживало 7 506 870 иммигрантов, или 17,83 % населения страны.

### Города
Крупнейшими городами Испании являются:
- Мадрид;
- Барселона;
- Валенсия;
- Севилья;
- Сарагоса;
- Малага.

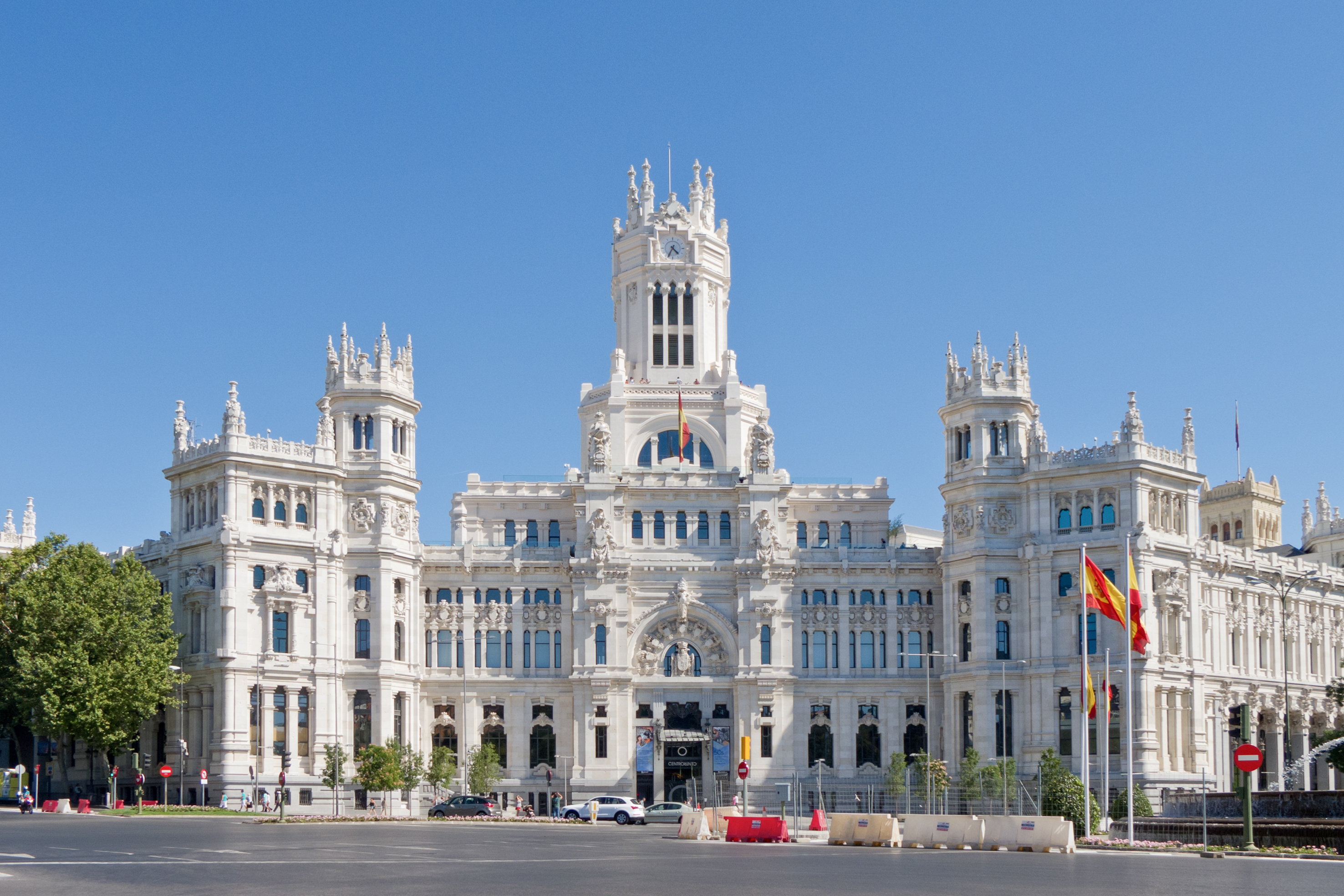
Мадрид
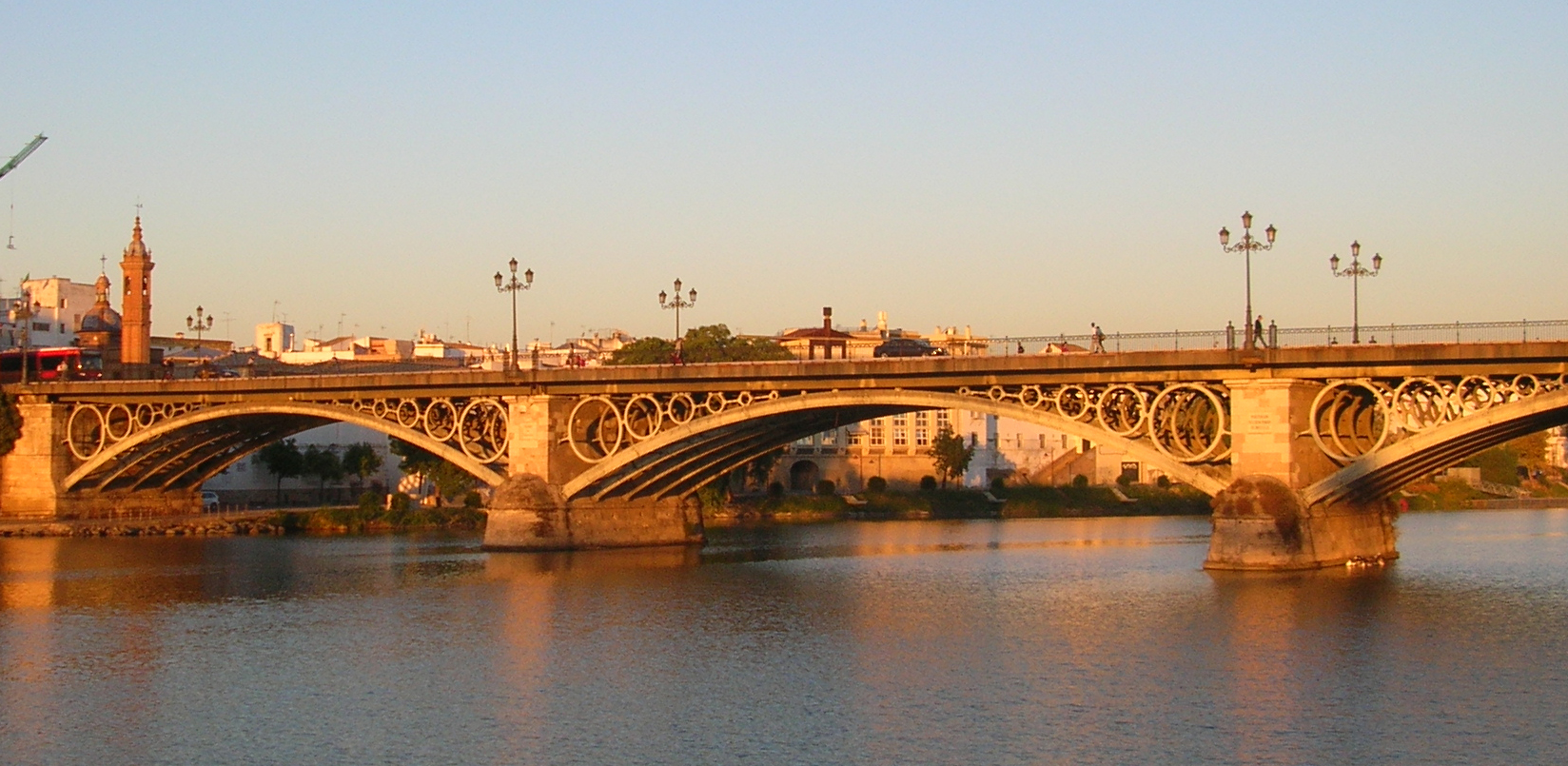
Севилья
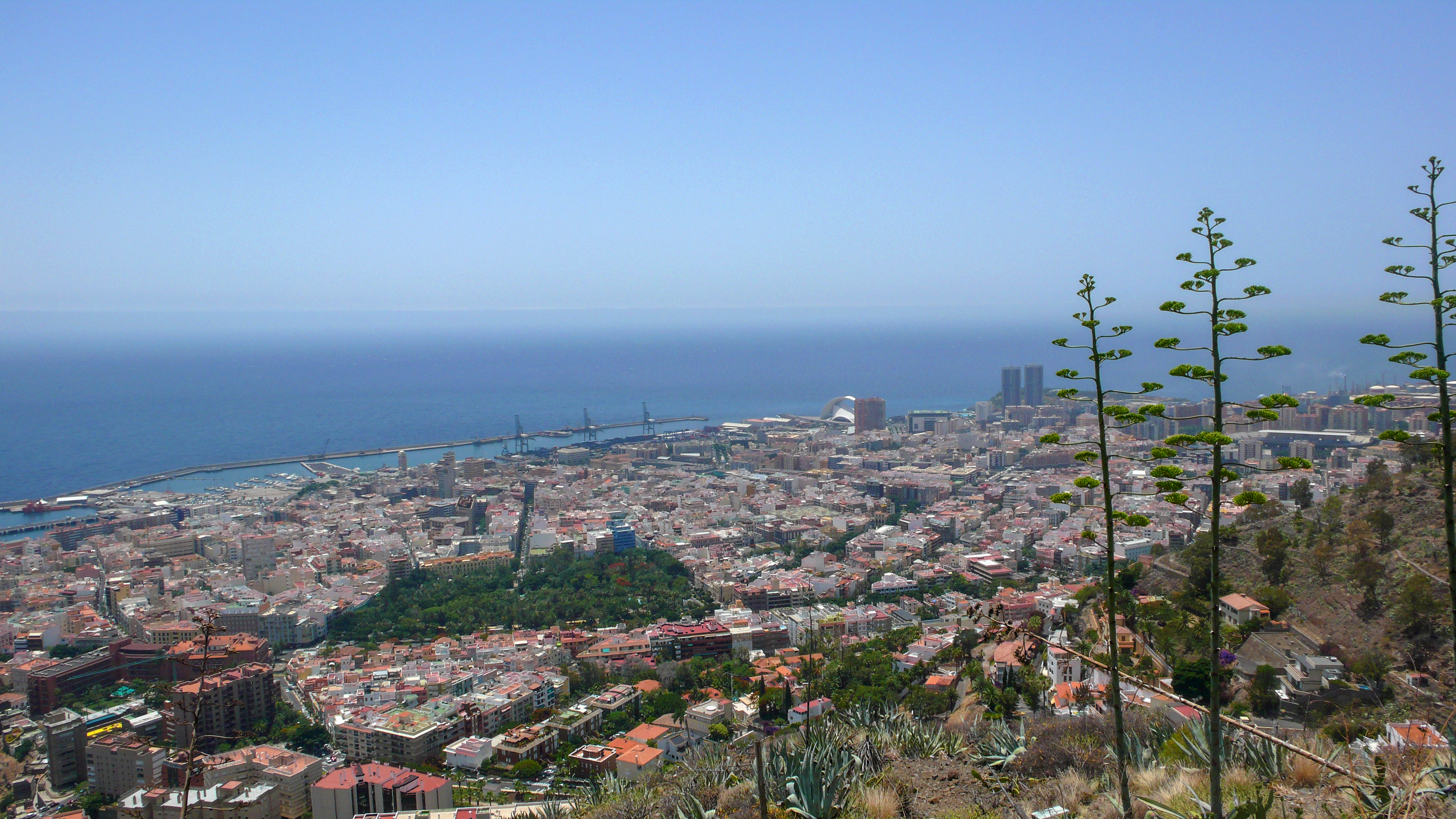
Санта-Крус-де-Тенерифе
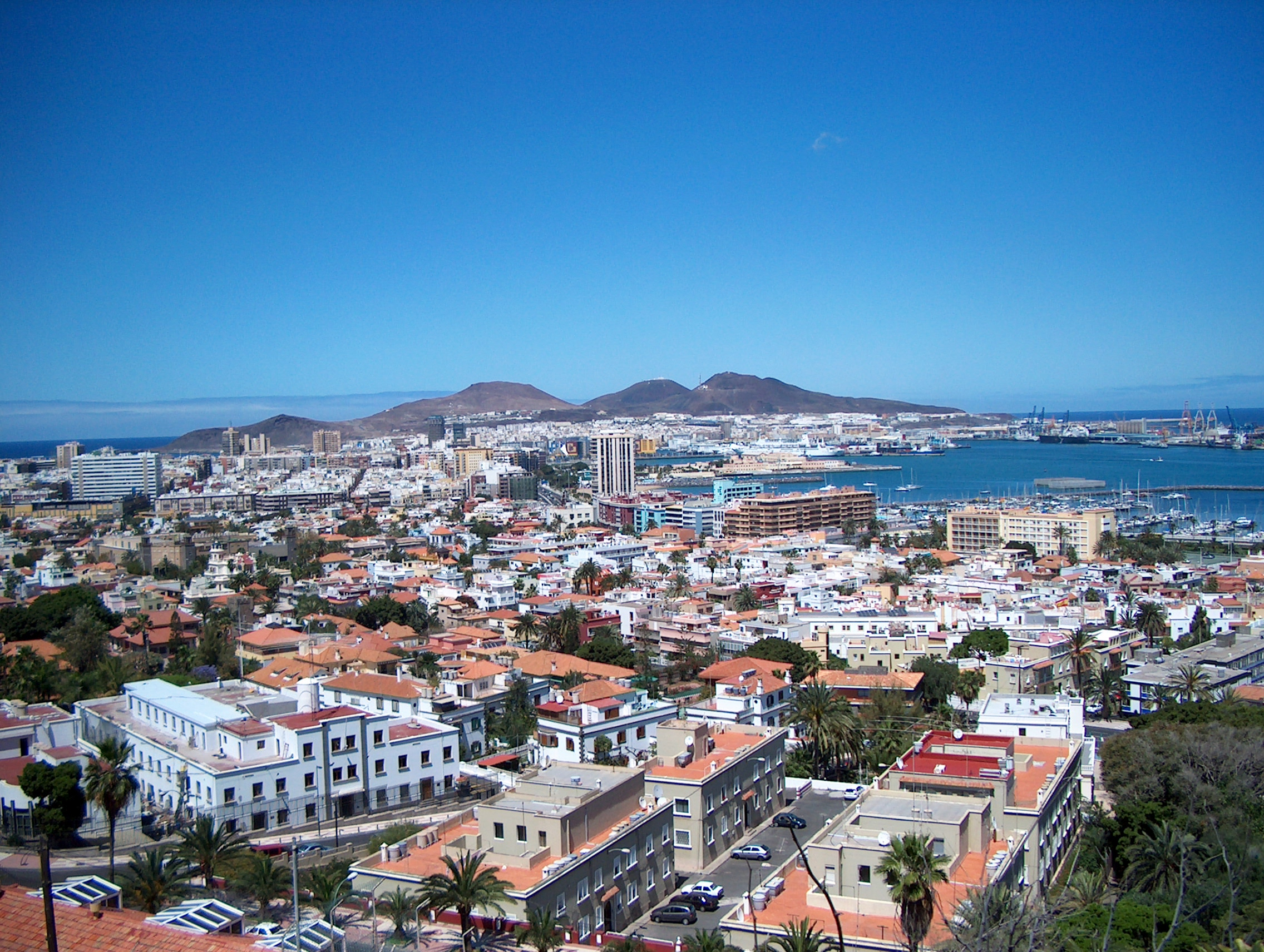
Лас-Пальмас-де-Гран-Канария
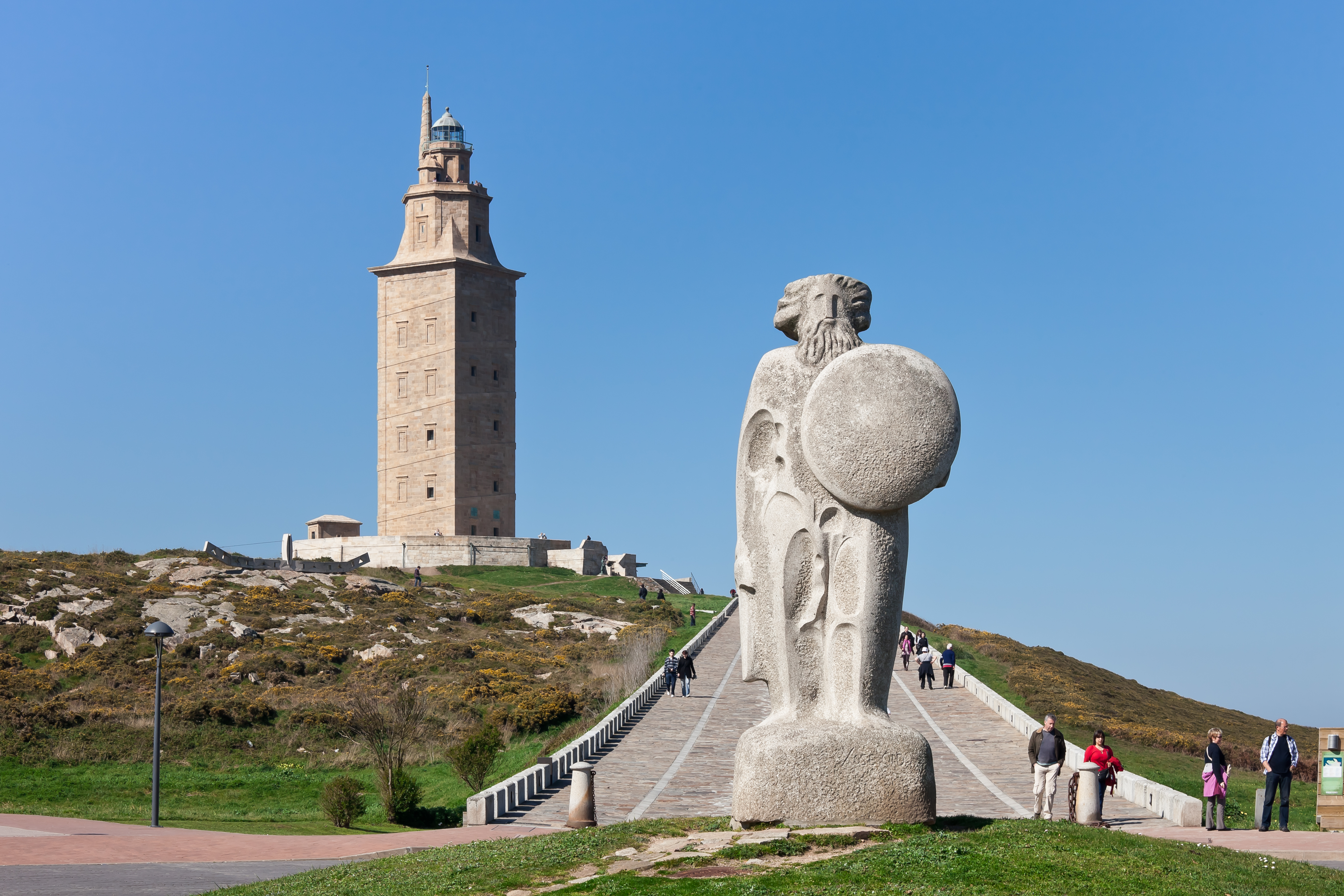
Ла-Корунья
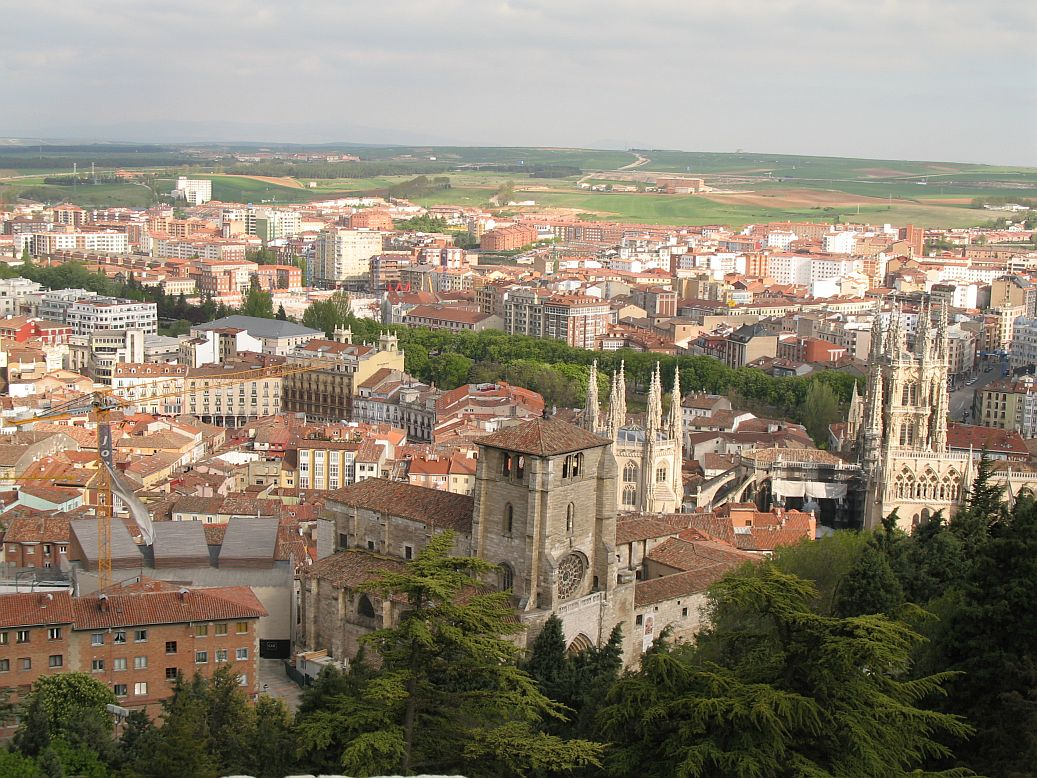
Бургос
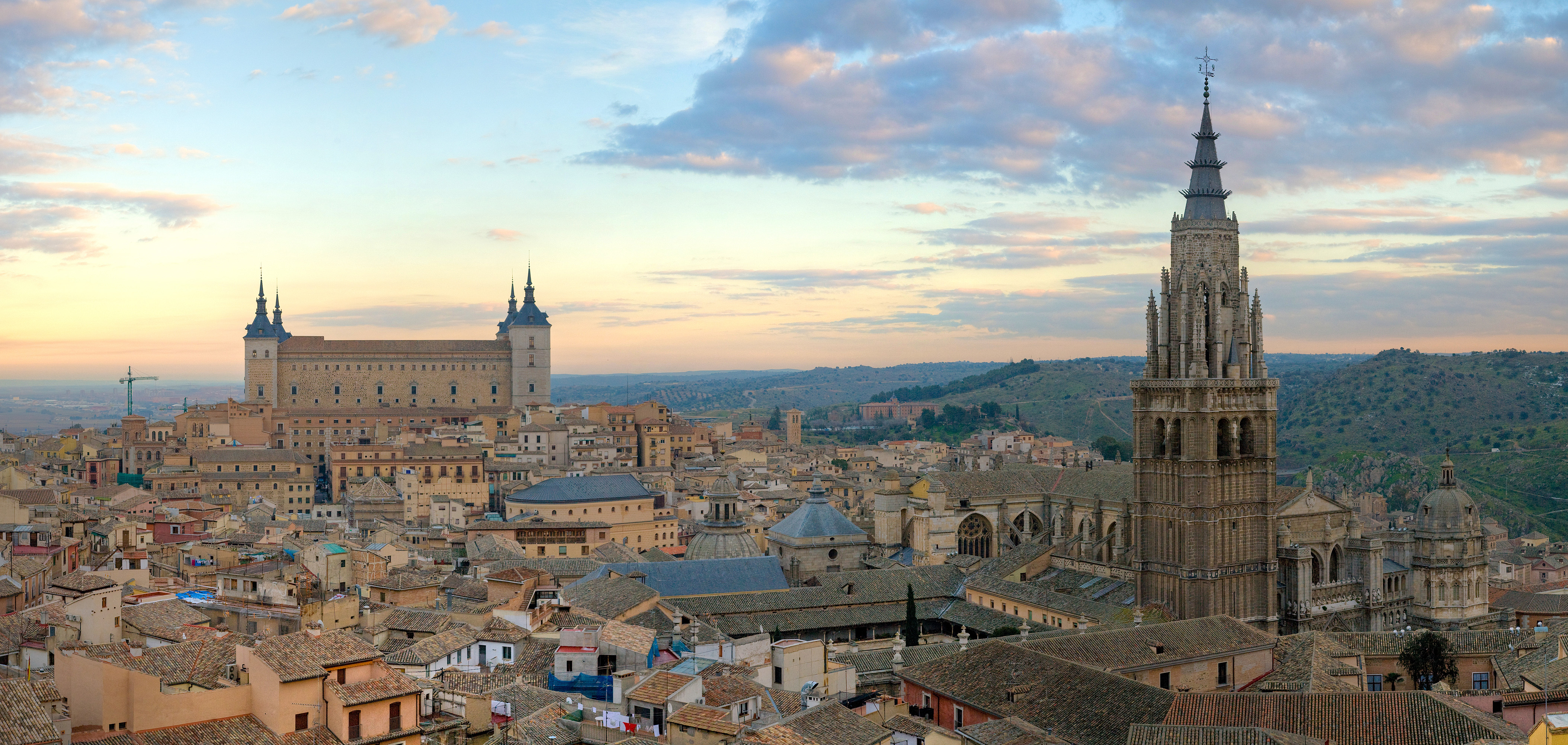
Толедо
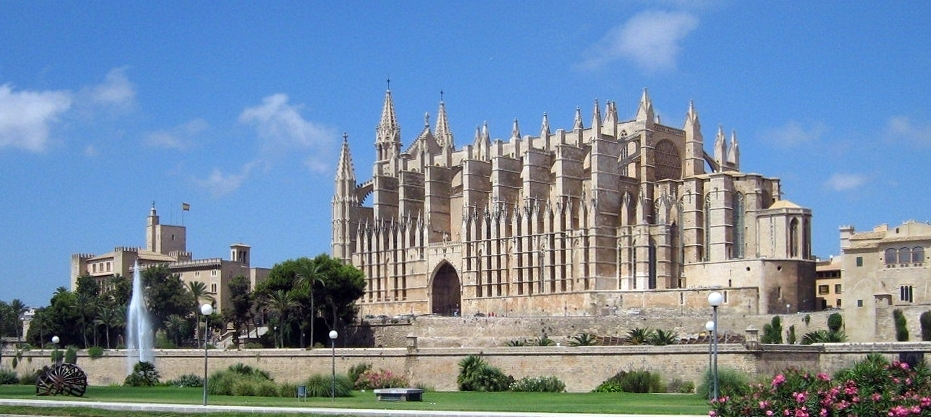
Пальма-де-Мальорка
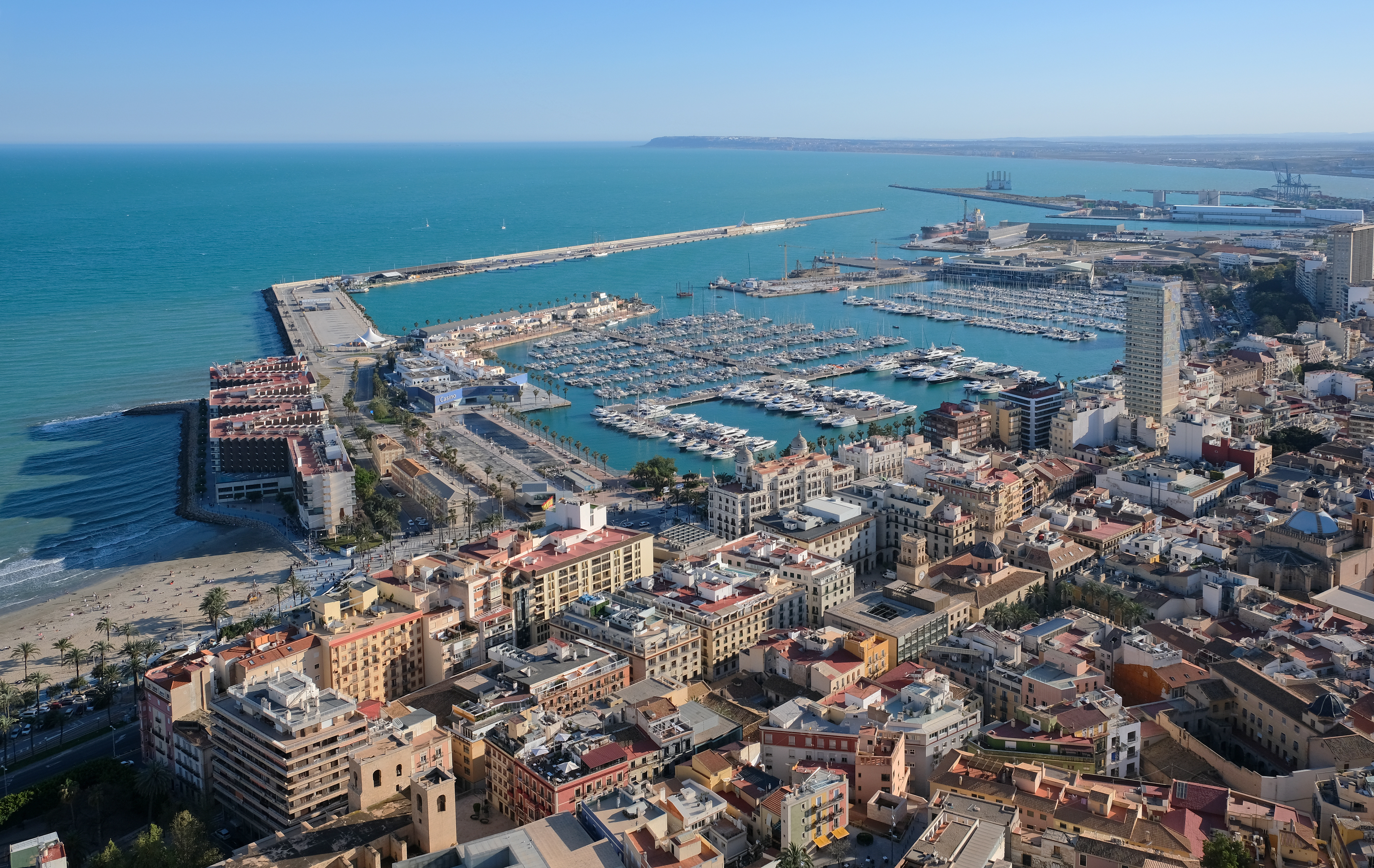
Аликанте

### Языки

Языки Испании

Государственным языком Испании является испанский язык, относящийся к индоевропейской семье языков (романская группа, иберо-романская подгруппа). В самой Испании он имеет ряд особенностей, отличающих его от испанского языка в других странах (например, мексиканского испанского). Сегодня испанский язык находится на втором месте по числу носителей в мире.
Испания — полиэтничная страна. Кроме кастильцев, в Испании живут каталонцы, галисийцы, баски, окситанцы, астурийцы, арагонцы, говорящие на своих собственных языках (соответственно, каталанском, галисийском, баскском (около 756 000 носителей), окситанском, астурийском и арагонском). На диалекте каталанского языка говорят валенсийцы (официально он называется «валенсийским языком»). На каталанском языке также говорят жители Балеарских островов.
Во время режима Франко этнические меньшинства подвергались насильственной ассимиляции, но, несмотря на это, языки этих народов не исчезли и переживают в последние десятилетия повышение числа говорящих на них людей. Исчезает, однако, арагонский язык, в прежние времена широко распространённый, а сейчас — сохранившийся только в немногих сельских поселениях. Сильную ассимиляцию испытали и баски в провинции Наварра, но в Стране Басков баскский язык имеет сильные позиции. Возрождается и астурийский язык (варианты названий в зависимости от местности: астурлеонский, астурийский, леонский, эстремадурский), на котором говорят в автономных сообществах Астурии, Кастилии-Леона, Эстремадуре, Кантабрии.

### Религиозный состав
Религиозное самоопределение населения Испании (2023 год)
 Не практикующие католики (37,5 %) Практикующие католики (18,5 %) Атеисты (14,9 %) Агностики (12,6 %) Неверующие / Безразличные к религии (12,3 %) Верующие в другую религию или конфессию (2,7 %) Не ответили (1,5 %)
Испания является светским государством, конституция которого гарантирует свободу вероисповедания.
Состав населения Испании по вероисповеданию по состоянию на 2023 год: не практикующие католики — 37,5 %, практикующие католики — 18,5 %, атеисты — 14,9 %, агностики — 12,6 %, неверующие / безразличные к религии — 12,3 %, верующие в другую религию или конфессию — 2,7 %, не ответили — 1,5 %.
Первые протестантские общины в Испании возникли ещё в XVI веке, однако были полностью уничтожены испанской инквизицией. Протестанты вновь начали проповедовать в Испании в середине XIX века. В настоящее время в стране проживает 567 тыс. представителей данного направления христианства, большинство из которых — пятидесятники (312 тыс.).
С конца XIX века в прибрежных городах страны оседают греческие купцы, исповедующие православие. В связи с массовой трудовой миграцией из стран Восточной Европы численность православных заметно подросла к концу XX века. В настоящий момент в Испании проживают 900 тыс. православных (преимущественно румын, болгар, украинцев, греков и сербов).
С конца XIX века в Испанию массово переселяются мусульмане, в первую очередь — рабочие из Марокко. Во второй половине XX века поток переселенцев увеличивается и включает в себя беженцев из других стран Северной Африки. К 2010 году в стране насчитывался уже 1 млн мусульман (исламские лидеры говорят о 2 млн мусульман). Преобладающим направлением ислама является суннизм.
Малочисленную, но влиятельную группу в стране представляют религиозные иудеи (15 тыс.).
Среди мигрантов имеются также буддисты (47 тыс.), индуисты (45 тыс.), сикхи, сторонники китайской народной религии и афробразильской религии макумба.
При жизни последнего поколения в Испании заметно выросло число нерелигиозных людей. В настоящее время неверующими являются уже 19 % населения страны. По данным некоторых опросов, число таковых ещё выше. В ходе опроса Центра социологических исследований в июне 2015 года 25,4 % респондентов заявили о своей нерелигиозности (в их числе 9,5 % — убеждённые атеисты и 15,9 % — неверующие).

## Административное деление

Административное деление Испании

Административное деление Испании регламентируется конституцией и действующим законодательством. Основной административно-территориальной единицей в Испании является автономное сообщество (автономная область). В настоящее время в стране насчитывается 17 автономных сообществ, при этом Страна Басков, Каталония, Наварра, Галисия и Андалусия имеют расширенные автономии.
Автономные сообщества, в свою очередь, делятся на 50 провинций. Также в составе Испании находятся два автономных города в Африке — Сеута и Мелилья — и суверенные территории Испании.
Провинции делятся на комарки, которых в настоящее время насчитывается 324. Комарки, в свою очередь, делятся на муниципалитеты, которых насчитывается более 8 тыс.
Автономные сообщества Испании:
| - Андалусия; - Арагон; - Астурия; - Балеарские острова; - Страна Басков — столица Витория-Гастейс; - Валенсия — столица Валенсия; - Галисия; - Канарские острова; - Кантабрия; - Кастилия-Ла-Манча; - Кастилия-Леон; - Каталония — столица Барселона; - Мадрид (на правах автономной области); - Мурсия; - Наварра; - Риоха; - Эстремадура. | Галисия Гибралтар Наварра Мадрид Риоха Арагон Каталония Валенсия Кастилия– Ла-Манча Эстремадура Португалия Кастилия- Леон Астурия Кантабрия Страна Басков Мурсия Андалусия Сеута Мелилья Франция Балеарские острова Канарские острова Средиземное море Бискайский залив Атлантический океан Андорра Атлантический океан |

## Государственное устройство
Испания — конституционная монархия. Основным законом государства является Конституция, принятая в 1978 году. Главой государства является король из династии Бурбонов, в настоящее время — Филипп VI.
Исполнительную власть возглавляет председатель правительства — лидер партии, набравшей большинство голосов на выборах в парламент.
Законодательным органом является двухпалатный парламент — Генеральные корте́сы. Состоит из Сената (266 депутатов, из них 208 избираются прямым всеобщим голосованием, 58 назначаются законодательными органами провинций; все сенаторы избираются на 4-летний срок) и Конгресса Депутатов (350 мест — избираются по партийным спискам на 4-летний срок).
Орган конституционного надзора — Конституционный суд, высшая судебная инстанция — Верховный суд, высшие судебные инстанции автономных сообществ — высшие суды правосудия, суды апелляционной инстанции — Провинциальные аудиенсии, окружные суды — суды первой инстанции и следствия, низшее звено судебной системы — мировые судьи, суд по делам импичмента — Национальная аудиенсия, высший контрольный орган — Счётный суд, орган управления судами — Генеральный совет судебной власти.
Всего в Испании официально зарегистрировано более 500 политических партий и общественных организаций.
По результатам парламентских выборов 2019 года, председателем правительства стал Педро Санчес.

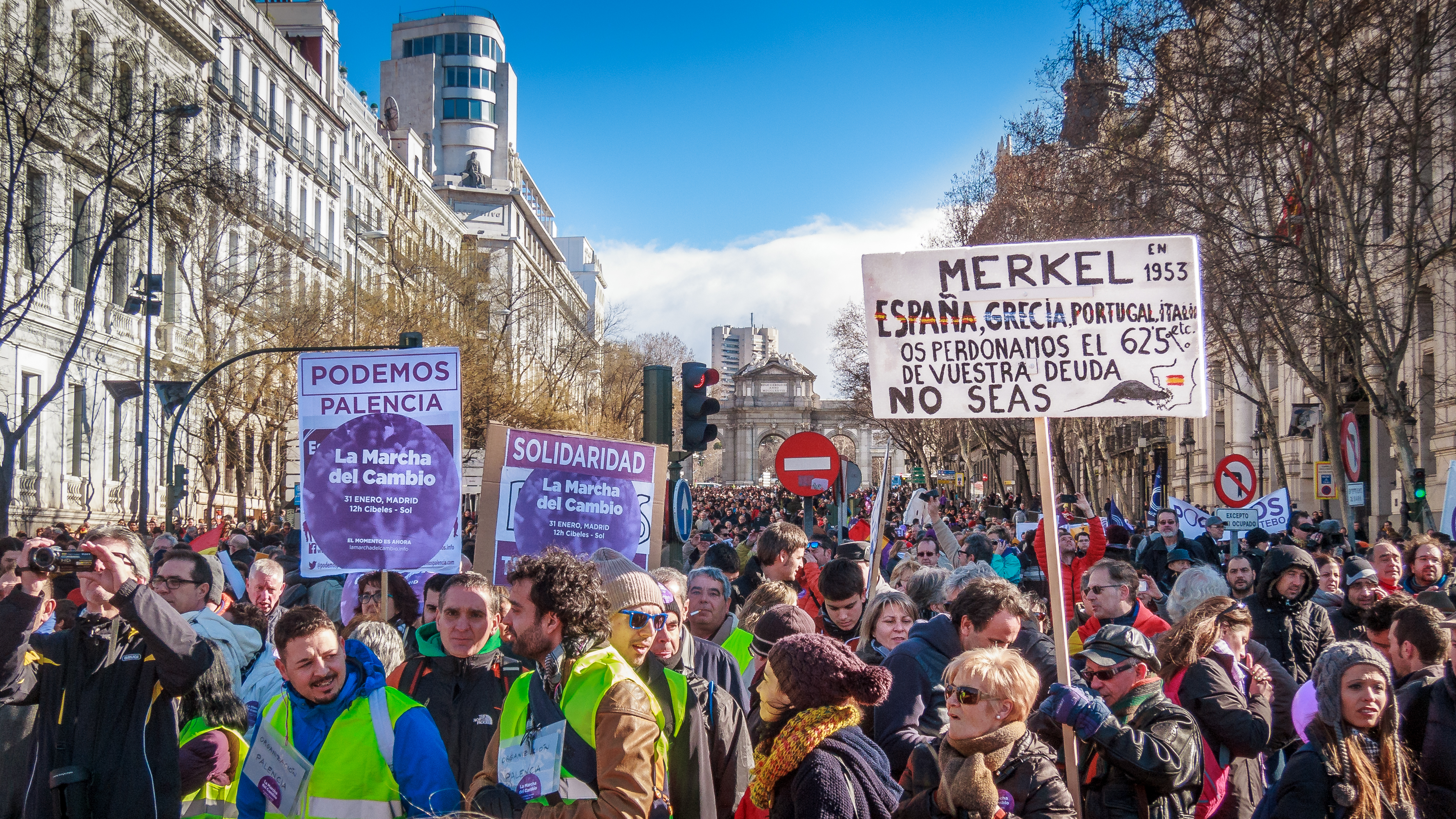
Подемос

### Партии
- Народная партия;
- Испанская социалистическая рабочая партия (ИСРП);
- Граждане — Гражданская партия;
- Коммунистическая партия;
- Подемос;
- К крупным региональным партиям относятся каталонский блок Конвергенция и Союз, Левые республиканцы Каталонии, Баскская националистическая партия, Канарская коалиция.

## Внешняя политика

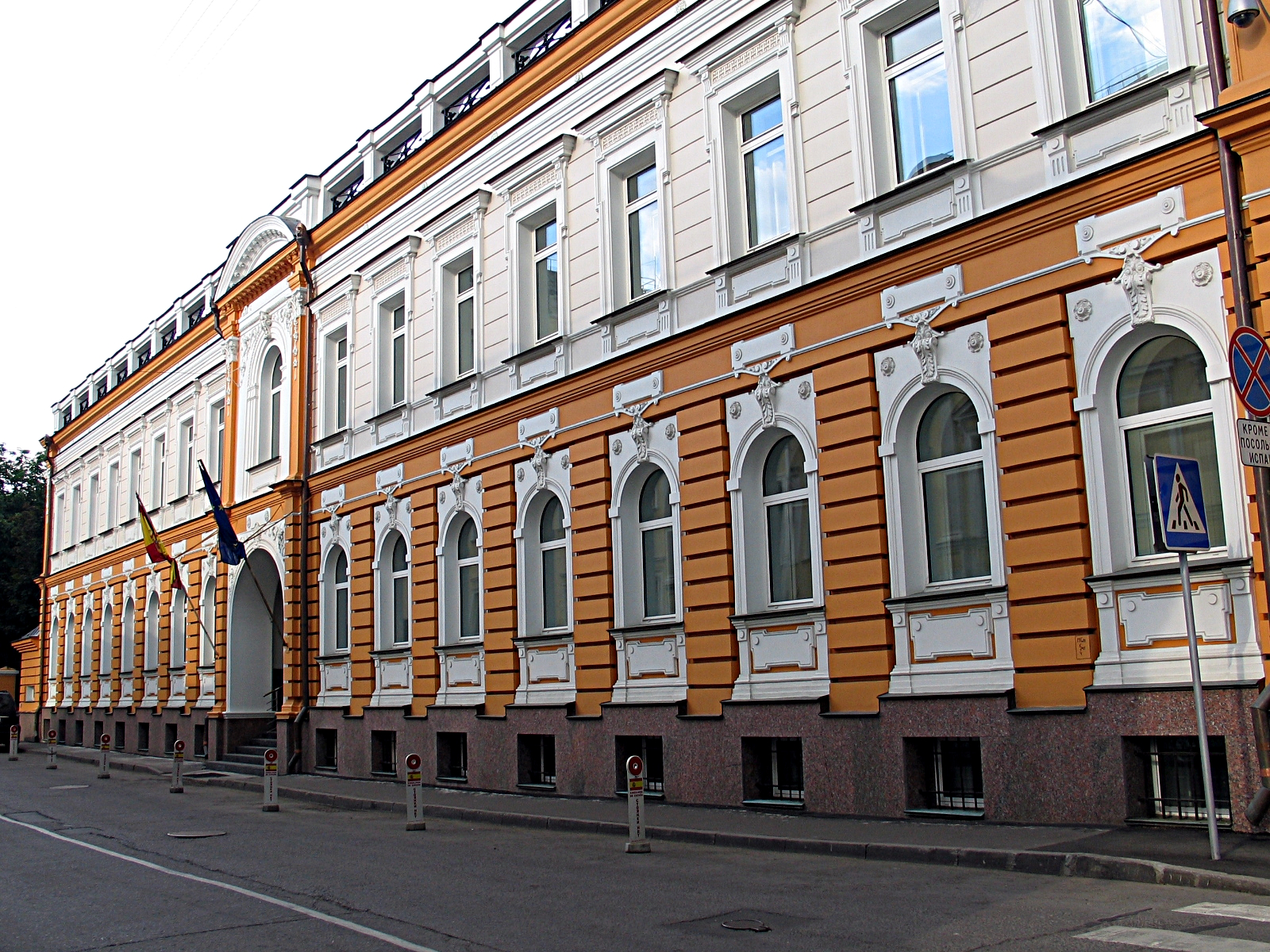
Посольство Испании в России. Москва, Пресня, Большая Никитская улица, 50

Преамбула Конституции Испании провозглашает готовность «сотрудничать в укреплении мирных отношений и кооперации со всеми странами мира». В настоящее время внешняя политика Испании в основном базируется на трёх направлениях: Европа (в особенности ЕС), Ибероамериканское направление, страны Средиземного моря.
На сегодняшний день у Испании есть дипломатические отношения со всеми странами ООН. С недавнего времени Испания имеет отношения с Бутаном (с октября 2010 года), Южным Суданом (после его независимости от Судана в июле 2011 года) и государством Кирибати (с сентября 2011 года).
В начале 2004 года в связи с приходом к власти нового социалистического правительства Х. Л. Родригеса Сапатеро произошёл крутой поворот во внешней политике Испании от поддержки курса США к солидарности с лидерами Евросоюза, в частности, в иракском вопросе: после победы на выборах 14 марта 2004 года новое социалистическое правительство вывело испанские войска из Ирака.
Испания — крупнейшая из стран Евросоюза, не признавших независимость Косово из-за схожих собственных проблем с басками и каталонцами.
Одним из важнейших направлений внешней политики Испании является Латинская Америка. Однако в настоящее время в ибероамериканских отношениях складываются и критические ситуации. Основой разногласий часто становилась политическая жизнь Кубы. Правительство Аснара требовало проведения демократических реформ на острове, что привело к отказу Ф. Кастро посещать Ибероамериканские саммиты. Без сомнения, положительных моментов в отношениях двух регионов было больше, и каждый из аспектов развития важен для дальнейшего сотрудничества. В начале XXI века Испания оказывает помощь странам этого региона в становлении гражданского общества, демократических устоев, открытой и свободной торговли, в решении социально-экономических проблем. Для достижения этих целей было создано Ибероамериканское сообщество наций. Ежегодно проводятся саммиты, на которых решаются важнейшие вопросы. 14—15 октября 2005 года в Саламанке состоялся юбилейный — XV Иберо-американский саммит. Он был подготовлен министром иностранных дел Испании Мигелем Анхелем Моратиносом и Секретариатом иберо-американского сотрудничества. Во время саммита были проведены конференции по культуре и образованию, туризму, встреча министров экономики, парламентский форум, совещания по вопросам здравоохранения и развития сельского хозяйства. Саммит привлёк к себе внимание мировой общественности: в его работе приняли участие Генеральный секретарь ООН Кофи Аннан, председатель Европейской комиссии Жозе Мануэл Дуран Баррозу, председатель Европейского парламента Хосе Боррель и другие видные деятели. На саммите обсуждались конкретные проблемы: экономическое развитие, иммиграция и роль Ибероамерики на международной арене. Итоговым документом саммита стала «Декларация Саламанки». Одним из важнейших решений стал документ с призывом прекратить экономическую и торговую блокаду Кубы, а также отменить закон «Хелмса — Бёртона». В последние годы данный регион является важным и с точки зрения участия в нём испанских компаний Repsol, Telefónica, BBVA, ENDESA, Iberdrola, Acciona, и другие.
Не менее важным направлением внешней политики Испании является Средиземноморье. Решение проблем в этом регионе и сохранение дружественных отношений и контактов со средиземноморскими странами играют важную роль для Испании, потому это вопрос её собственной безопасности, кроме того, эти страны соседствуют с ней, а также являются важными торговыми партнёрами. Важным проектом в области испано-средиземноморского диалога является «Барселонский процесс» — программа, предназначенная для укрепления в странах средиземноморского региона институтов государства, развития экономики, прогресса в социальной области, решения острых вопросов и проблем региона.
Испания известна тем, что это последняя страна, которая ратифицировала протокол о вступлении Черногории в НАТО 10 мая 2017 года.

### Связи с Марокко

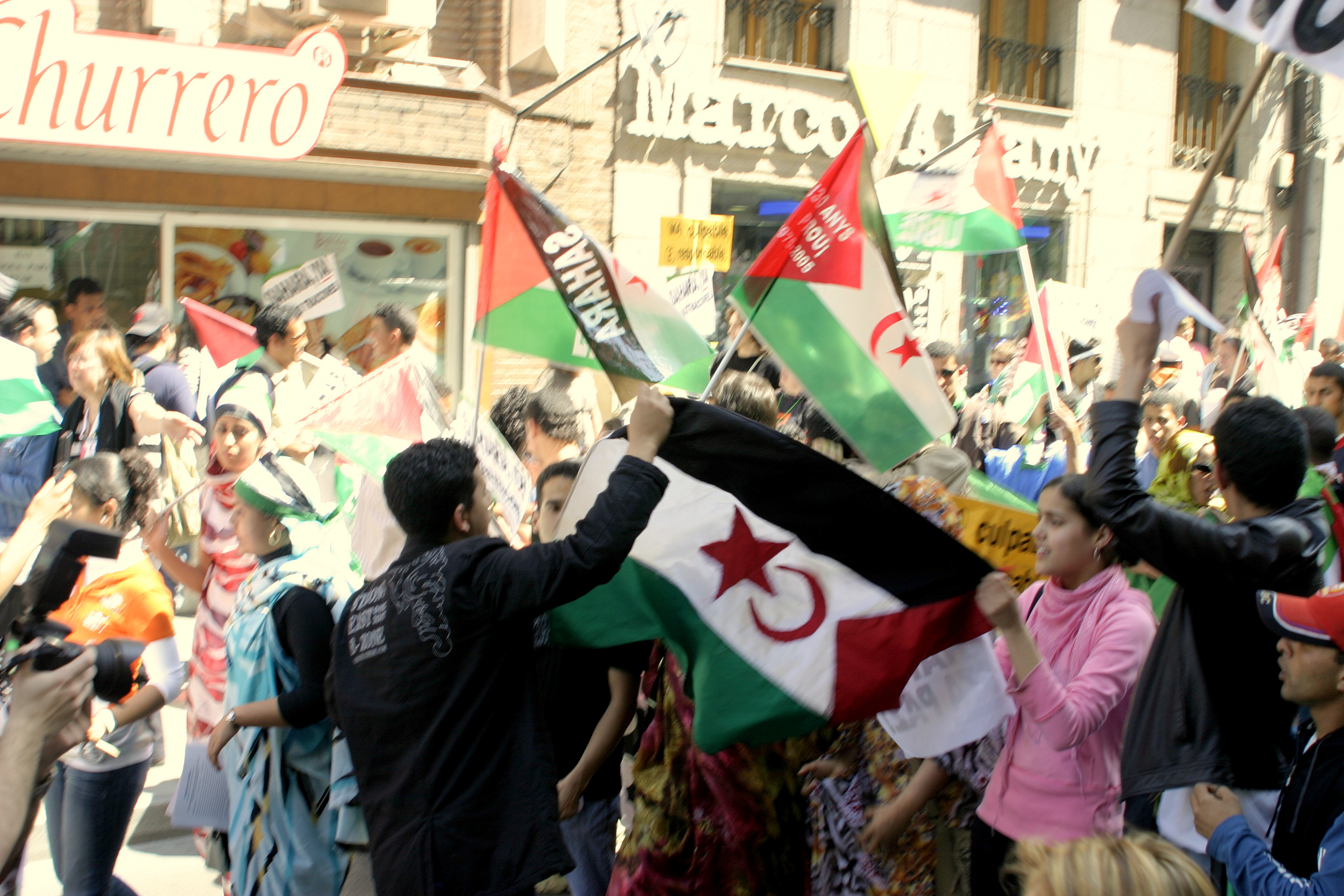
Демонстрация активистов Полисарио в Мадриде (2007)

Во внешней политике Испании Марокко занимает одно из ключевых мест, для которой Марокканское королевство является важнейшим африканским партнёром, хотя бы в силу территориальной близости. Основными направлениями испанской политики в Марокко являются: вопросы, связанные с анклавами Сеута и Мелилья, нерешённая проблема с Западной Сахарой, проблемы нелегальной миграции, вопросы прекращения контрабанды наркотиков и т. д.
Наиболее активно стали развиваться отношения между Испанией и странами Магриба после прихода к власти в Испании социалистической партии в 1982 году.
При правительстве Народной партии, во главе с премьер-министром Х. М. Аснаром, которые находились у власти с 1996 по 2004 год, отношения хорошими нельзя было назвать и характеризовались они скорее нестабильностью, в частности яркое место занимает конфликт вокруг острова Перехиль в 2002 году.
Социалисты, пришедшие вновь к власти в апреле 2004 года во главе с Хосе Луисом Родригесом Сапатеро, имели твёрдое намерение улучшить отношения со своими соседями и в первую очередь с Марокко. После встречи Мохамеда VI и Хуана Карлоса в 2005 году, отношения между двумя монархами заметно улучшились. Конфликт в Западной Сахаре, возникший достаточно давно, всегда оказывал неблагоприятное влияние на отношения между двумя странами. После сорванной четырёхсторонней конференции, Марокко в 1975 году санкционировало «Зелёный марш» на Западную Сахару с целью «очищения» Западной Сахары от Испании. Итогом стало соглашение между Испанией, Мавританией и Марокко о передаче временного контроля над Сахарой Марокко и Мавритании.
Важной составляющей отношений двух стран являются тесные экономические связи. В 1995 году правительство Марокко решает поставить всё на иностранных инвесторов, важнейшими из которых являются Испания и Франция.

## Экономика и финансы

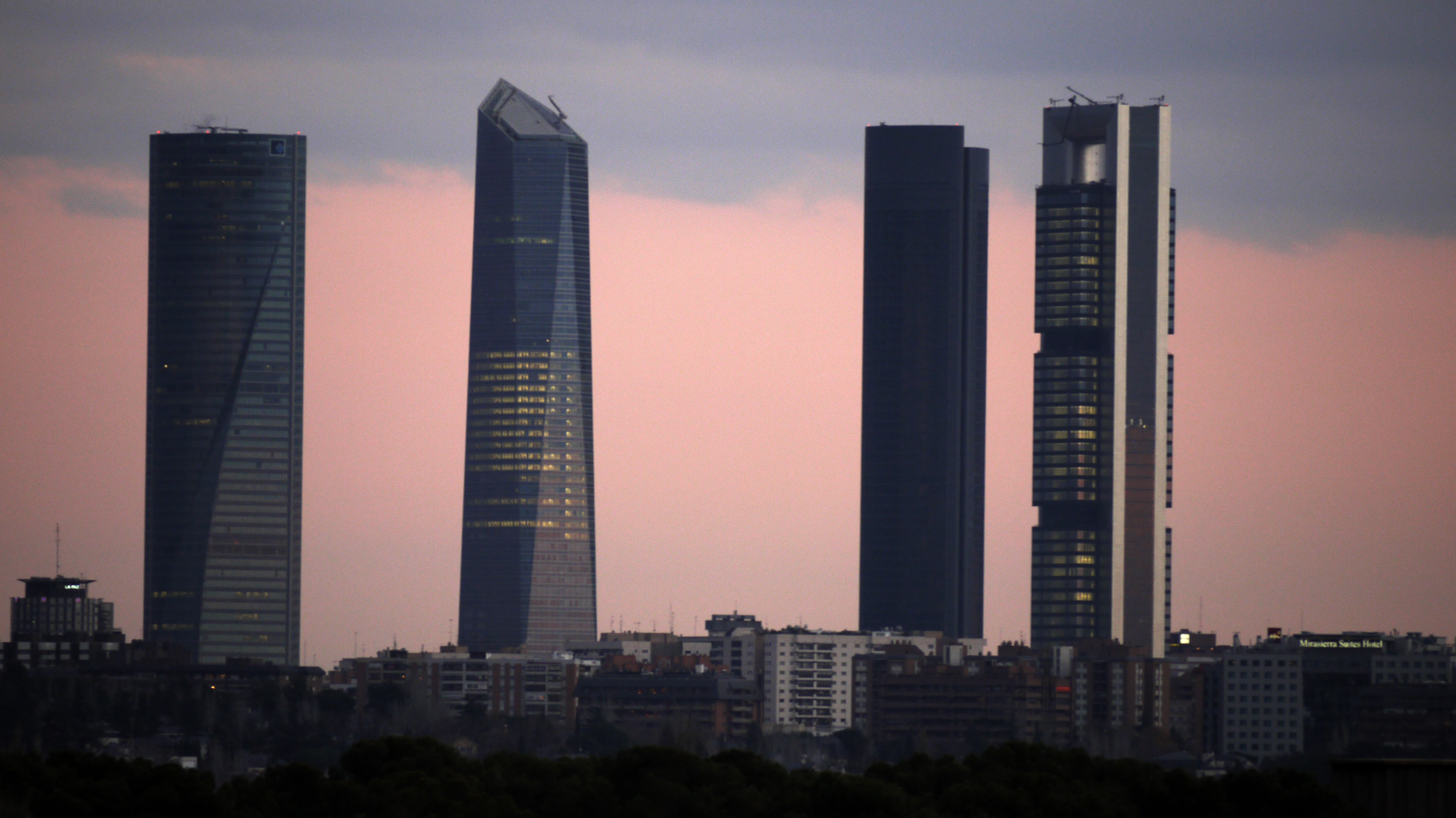
Куатро-Торрес, Мадрид

В 2007 году Испания занимала, по данным МВФ, по уровню экономического развития 8-е место в мире; в 2019 году — 13-е место. Традиционно Испания — сельскохозяйственная страна; кроме того, является одним из самых больших производителей Западной Европы.
С середины 1950-х годов промышленный рост был быстрым и быстро достиг большего веса, чем сельское хозяйство, в экономике страны. Планы развития, реализация которых началась в 1964 году, помогли расширить экономику. Однако в конце 1970-х начался период экономического спада из-за роста цен на нефть и увеличения импорта, связанного с установлением демократии и открытием границ. Увеличилось развитие сталелитейной промышленности, развитие судоверфей, текстильной промышленности. Доход, получаемый от туризма, также довольно высок.
С тех пор, как Испания с 1986 года стала полноправным членом Европейского союза (ЕС), экономическая политика эволюционировала в зависимости от этой наднациональной организации. В 1990-е годы страна вышла на лидирующие позиции в ЕС (хотя и до сих пор является реципиентом, то есть получает субсидии на поддержку сельского хозяйства и некоторых областей из общеевропейских фондов). Возник строительный бум, раздувший «мыльный пузырь» рынка недвижимости, позднее вылившийся в кризис.
Мировой экономический кризис затронул в значительной степени и Испанию. Многолетнее превышение расходов государства над доходами привело в итоге, к концу 2000-х, к дефициту госбюджета свыше 11 % ВВП; внешнеторговый дефицит страны составлял 5 % общего объёма экономики. Безработица стала превышать 25 %.
В 2010-х рецессия в испанской экономике, начавшаяся весной 2012, продолжалась полтора года. К концу 2014 года экономика страны начала подниматься, и даже быстрее всех в Европе.

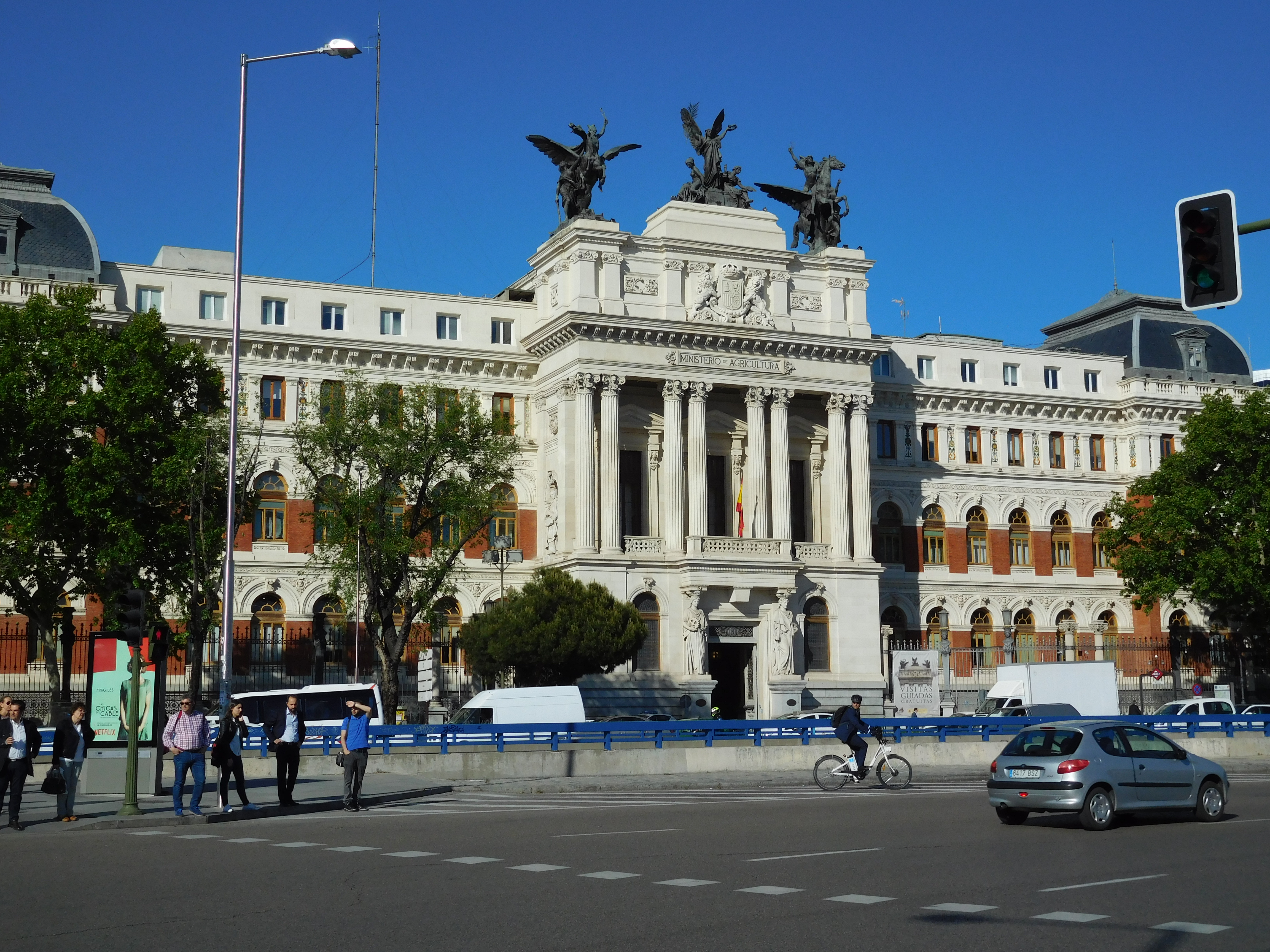
Министерство сельского хозяйства Испании. Мадрид (2017)

Как в соседней Италии, в Испании довольно остро стоит проблема сглаживания экономического неравенства между северными (более индустриально развитыми) и отсталыми южными регионами, имеющими высокую безработицу.
ВВП — $ 1,311 трлн (2017 год); прирост в период с 2017 по 2019 год составил 2,3—3,1 %. За годы кризиса с 2008 года в совокупности сократился на 9 %.
Крупные порты: Бильбао, Барселона; нефтяные — Альхесирас, Санта-Крус-де-Тенерифе, Таррагона, угольный — Хихон.
Испания — один из крупнейших центров международного туризма (81,8 млн человек в 2017 году), в этой сфере занято 1,3 млн человек. Основные туристические центры — Мадрид и Барселона, а также курорты — Коста-Брава, Коста-Дорада, Коста-Бланка, Коста-дель-Соль; 95 % туристов — из стран ЕС.
В экономике страны сильные позиции занимают компании США, Франции, Германии, Великобритании, Швейцарии. Им принадлежит более 50 % предприятий машиностроения и металлургии. Около 40 % акционерного капитала приходится на долю 8 крупнейших испанских финансово-промышленных и банковских групп (Марчей, Фьерро, Уркихо, Гарригесов, Руис-Матеос и др.).
С 1 января 2024 года минимальный размер оплаты труда в Испании составляет 1134 евро в 14 выплат в год и 1323 евро в 12 выплат в год.

### Сельское хозяйство

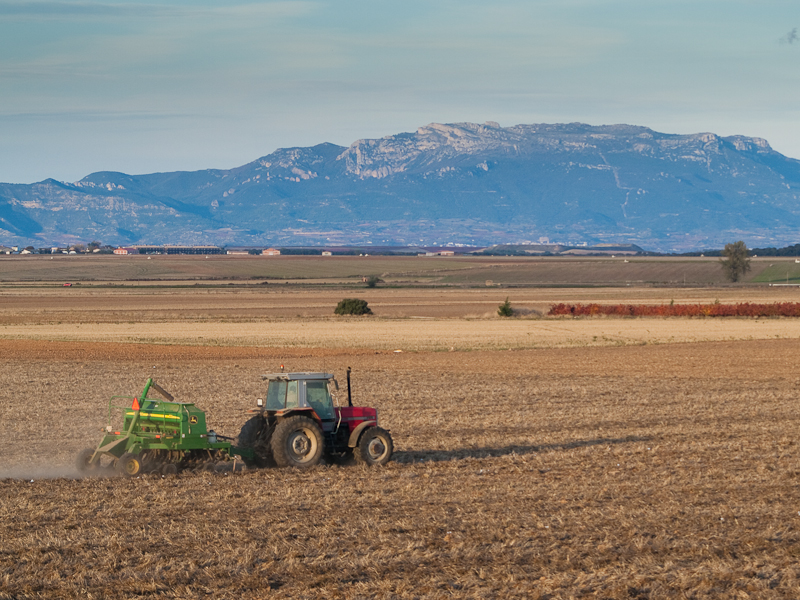
Сельское хозяйство в провинции Риоха

Ведущая отрасль сельского хозяйства — растениеводство (даёт свыше 50 % стоимости продукции). Выращивают пшеницу (около 20 % посевных площадей), ячмень, кукурузу (в центральных и южных областях страны), рис (на орошаемых землях Средиземноморского побережья; его урожайность в Испании — одна из самых высоких в мире), картофель и сахарную свёклу, бобовые. Также овощи (занимают 60 % посевных площадей): помидоры, лук, перец, баклажаны.
Оливки (ведущее место по выращиванию оливок в мире), цитрусовые и табак. На самом юге страны выращивают миндаль (ведущее место по экспорту в Западной Европе), финики и сахарный тростник (в Европе произрастают только в Испании), инжир, гранаты, хлопчатник.

Виноградарство — на Средиземноморском побережье и в областях Кастилия-Ла-Манча, Эстремадура.
Успешно развивается животноводство: коз и овец разводят в засушливых районах, а на севере — крупный рогатый скот.
Самобытная отрасль — заготовка и экспорт пробковой коры.
Рыбный промысел
Испания входит в первую десятку стран мира по улову рыбы, морепродуктов и их переработке, является крупным экспортёром свежей рыбы и рыбных консервов (ежегодно 20—25 % всего улова перерабатывают на консервы).
Основная часть промысла ведётся у берегов Кантабрии, Страны Басков и Галисии. Больше всего вылавливают сардин, хека, макрели, анчоусов и трески.

### Промышленность
Старейшая отрасль промышленности — горнодобывающая.
Среди отраслей машиностроения выделяется судостроение. Присутствует автомобилестроение (SEAT). Развита металлообработка и производство промышленного оборудования.
Из отраслей лёгкой промышленности наибольшее значение имеют текстильная и кожевенно-обувная промышленности (на долю Испании приходится 4 % мирового экспорта обуви).
В пищевой промышленности выделяются виноделие, производство растительного масла (Испания — мировой лидер по производству оливкового масла), плодовоовощных и рыбных консервов.

### Топливно-энергетический комплекс
В топливно-энергетическом комплексе (ТЭК) проблема заключается в том, что, имея одни из самых высоких темпов роста в ЕС, Испания не обеспечивает себя энергией самостоятельно и находится в зависимости от иностранных экспортёров — страна импортирует 80 % потреблённых энергоносителей (практически весь газ и нефть). Испания занимает по энергоносителям 40-е место в мире.
| Год   | 2010 | 2011 | 2012 | 2013 | 2014 | 2015 | 2016 |
| ----- | ---- | ---- | ---- | ---- | ---- | ---- | ---- |
| Всего | 56,0 | 49,8 | 56,8 | 54,3 | 22,5 | 58,8 | 52,1 |

Собственная добыча природного газа в Испании обеспечивает менее 1 % потребностей страны в газовом топливе. Потребности в газе почти полностью покрываются за счёт импортных поставок.
| Страна            | %    |
| ----------------- | ---- |
| Алжир             | 56,8 |
| Нигерия           | 14,5 |
| Норвегия          | 10,5 |
| Катар             | 7,9  |
| Перу              | 5,5  |
| Тринидад и Тобаго | 2    |
| Прочие            | 2,7  |

Реализацией газа на внутреннем рынке Испании занимаются 29 компаний. При этом лидирующие позиции в секторе газоснабжения и продаж газа конечным потребителям сохраняет компания «Gas Natural Fenosa» и её региональные филиалы. Протяжённость распределительных сетей, находящихся в собственности компании, составляет более 45 тыс. км. В число основных газораспределительных компаний Испании также входят «Endesa», «Iberdrola», «CEPSA», «Naturgas».
Ежегодная добыча нефти составляет около 30 млн т, и покрывает менее 10 % потребностей.
Около 10 %[чего?] приходится на ядерную энергетику, 6 % на гидроэнергетику. Также испанское правительство уделяет большое внимание альтернативным источникам энергии (12 %), входя в пятёрку стран-инвесторов в альтернативную энергетику. В 2018 году правительство Испании обнародовало решение о полном переходе на «зелёную энергию» к 2050 году.

### Туристическая индустрия

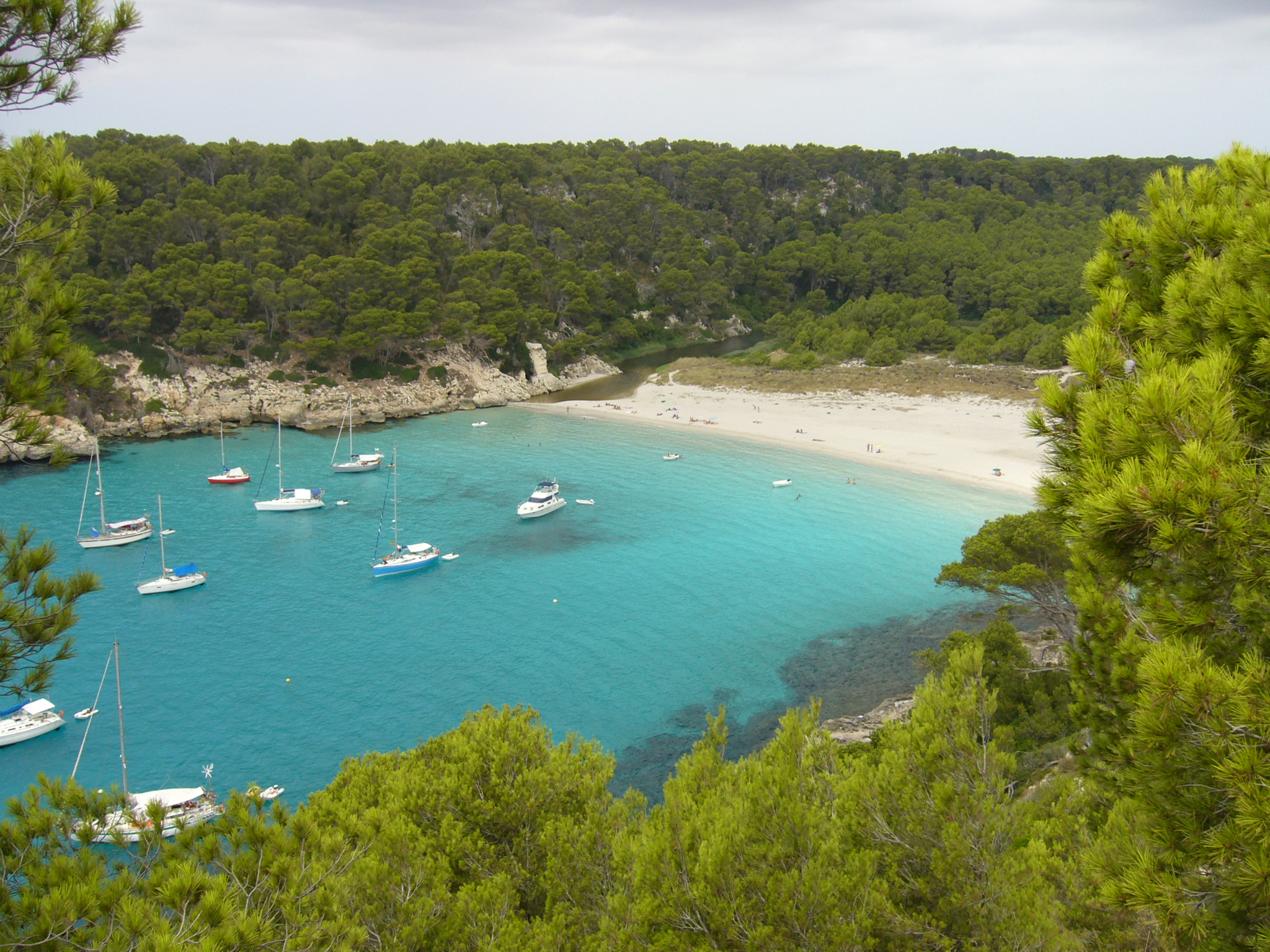
Пляж на Мальорке. Пляжный отдых является главной отраслью туризма в Испании

Испания — один из крупнейших центров международного туризма.
Основные туристические центры — Мадрид и Барселона, а также курорты — Коста-Брава, Коста-Дорада, Коста-Бланка, Коста-дель-Соль, Канарские острова.
В этой сфере занято 1,3 млн человек.
Согласно статистике Всемирной туристской организации ООН по международному турпотоку в 2017 году, Испания с 81,8 млн посетителей заняла 2-е место после Франции.

### Банковский сектор
Банковская система Испании является одной из самых стабильных в Европе. Среди её отличительных особенностей можно выделить следующие: высокая степень концентрации банковского капитала наряду с небольшим количеством кредитных учреждений (395), значительный уровень валютных запасов (€ 13,9 млрд), разветвлённая сеть филиалов частных банков и государственных сберегательных касс. Доминирующую роль играют национальные банки со 100-процентным испанским капиталом. Лидер по стоимости рыночных активов — финансовая группа «Grupo Santander», которая образовалась в 1999 году в результате слияния двух крупных банков.
На позицию Испании в мировом хозяйстве определяющее влияние оказывает интернационализация национальных кредитно-финансовых институтов. Около четверти активов банковской системы Испании находится за границей, причём одна половина приходится на Латинскую Америку, а вторая — на европейские страны. Две основные испанские банковские группы «Santander» и «BBVA» относятся к крупнейшим банкам мира.
Финансовый кризис в Испании начал постепенно перерастать в политический. С одной стороны, регионы со своими крайне слабыми банками нуждаются в помощи правительства страны. С другой, некоторые территории, в частности, Каталония, считают, что без руководящей и направляющей руки Мадрида чувствовали бы себя намного лучше.

## Транспорт

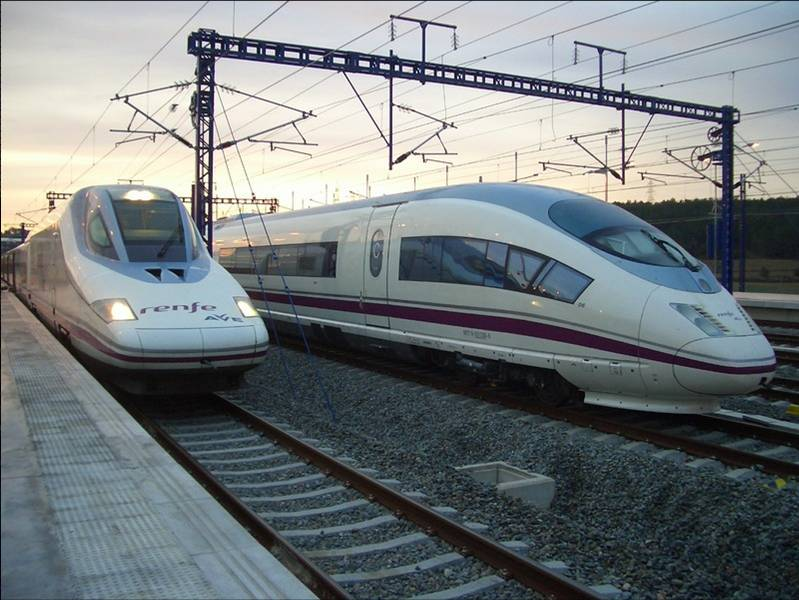
AVE. Высокоскоростной наземный транспорт

Испанская дорожная сеть в основном централизованная с 6 шоссейными дорогами, соединяющих Мадрид со Страной Басков, Каталонией, Валенсией, Андалусией, Эстремадурой и Галисией. Кроме того, скоростные шоссе проходят вдоль атлантического и средиземноморского побережий. Протяжённость автомобильных дорог составляет 328 тыс. км. Автомобильный парк — более 19 млн машин. По автодорогам осуществляется 90 % пассажирских и 79 % грузоперевозок. Испания намеревалась иметь миллион электромобилей к 2014 году, как часть плана правительства по экономии энергии и улучшению экологии.
За последние три десятилетия в Испании создана современная транспортная инфраструктура, а компании, которые её строили и обслуживают, превратились в крупнейших операторов данной сферы мирового хозяйства. Шесть из десяти предприятий с наибольшим числом концессий транспортной инфраструктуры в мире — испанские: ACS, Ferrovial, FCC, Abertis, Sacyr, OHL. Испанские технологии применяются в железнодорожных проектах Великобритании, метрополитенах Вашингтона и Мексики, управлении аэропортами Сиднея и Стокгольма. Испания является европейским лидером систем контроля авиаперевозок.
Первая железная дорога построена в 1848 году и имела протяжённость около 30 км. Перегон и сейчас является действующим, соединяя Барселону и городок Матаро на средиземноморском побережье. Общая длина рельсового пути в 2004 году составляла 14 781 км, из которых 8791 км электрифицировано. В 2017 году общая протяжённость магистралей Испании — около 20 000 км, включая 100 станций и более 1500 км высокоскоростных линий AVE. По показателю ВСМ Испания занимает 1-е место в Европе и 2-е (после Китая) в мире. На обслуживание 1 км ВСМ в Испании ежегодно направляется около € 100 000.
Существуют железные дороги шириной колеи:
- широкая колея (1668 мм) 11 829 км (электрифицировано на постоянном токе 3 кВ 6950 км);
- стандартная колея (1435 мм) 998 км (все электрифицированы на переменном токе 25 кВ);
- узкая колея (1040 мм) 1926 км (электрифицировано 815 км);
- узкая колея (914 мм) 28 км (все электрифицированы).

По железным дорогам перевозится около 6,5 % всех грузов наземного транспорта и 6 % пассажиров. Испания в настоящее время располагает более 1500 км линий ВСМ, связывающих Мадрид с Малагой, Севильей, Валенсией, Барселоной, Вальядолидом, Таррагоной, Сарагосой, Аликанте, Ферролем. В 2013 году сооружена линия, связывающая Испанию с ВСМ Франции. Ночные поезда курсируют из Испании в Париж, Лиссабон, Женеву, Цюрих, Милан. Если бы амбициозная программа испанских высокоскоростных железнодорожных линий была бы выполнена, к 2020 году Испания должна была бы иметь 7000 км высокоскоростных железнодорожных линий (согласно национальной практике, к ним относятся и линии со скоростью движения 200—250 км/ч), позволяющих добраться из провинции до Мадрида менее чем за 3 часа и до Барселоны в течение 4 часов. Расстояние в 630 км от Мадрида до Барселоны скоростной поезд преодолевает за 2 часа 38 минут; с учётом туристического пассажиропотока это самый загруженный в Испании маршрут. Бо́льшая часть железнодорожной сети принадлежит государственной компании «Administrador de Infraestructuras Ferroviarias de España», движение по железной дороге регулируется государственным учреждением RENFE. Также на данном рынке участвуют региональные компании (FEVE, FGC, Euskotren, FGV, SFM).
Актуальна проблема дальнейшего финансирования испанских железных дорог в условиях кризиса и недостаточного пассажиропотока, который ставит под вопрос целесообразность инвестиций: 20 млн ежегодных регулярных поездок на высокоскоростных, дальних и ночных поездах при общем пассажиропотоке 200 млн человек в год.

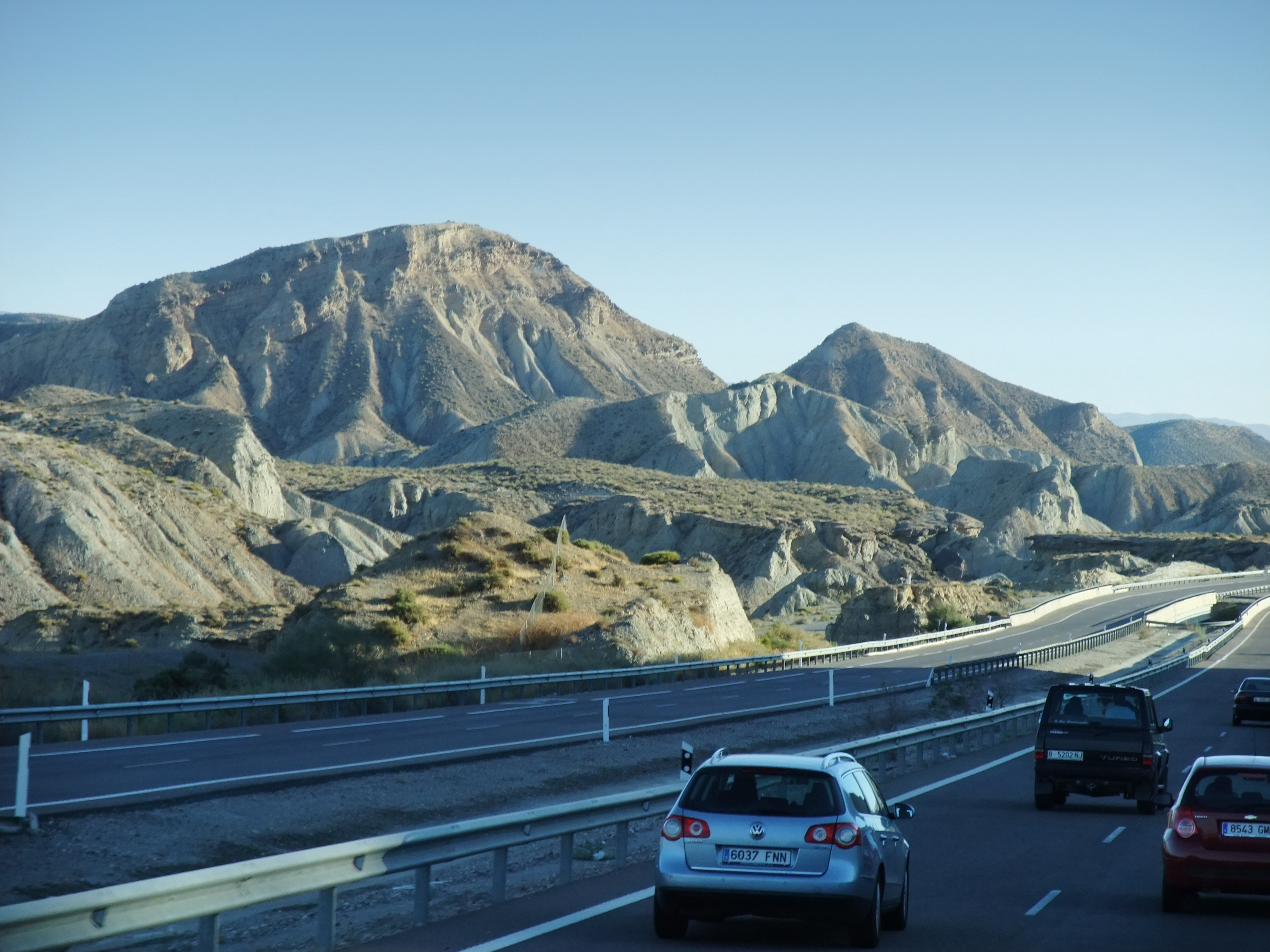
Гранада

Метро есть в Мадриде, Барселоне, Бильбао, Малаге, Пальма-де-Мальорка, Севилье, Валенсии.
В морском транспорте задействовано около 300 судов общим водоизмещением 1,511 млн т. Судами под испанскими флагами перевозится от 30 млн т внешнеторговых грузов ежегодно. 24 морских порта контролируют практически 93 % всех перевозок. Испания находилась на 4-м месте по объёму грузовых перевозок в ЕС на 2010 год. Перевозки грузов в контейнерах составили 112 млн т, что вывело Испанию на первое место по данному показателю. Наряду с Нидерландами, Бельгией, Румынией, Словенией и Болгарией Испания является страной с высокой долей транспортных перевозок за пределы ЕС. В 2010 году испанские порты Альхесирас и Валенсия вошли в рейтинг 20 крупных портов Европы по размерам грузового тоннажа. По объёмам туристических перевозок в рейтинг вошли порт Альхесирас и порт Пальма-де-Мальорка.
Важное место занимает воздушный транспорт. Из 41 аэропорта, действующих в 2017 году, 34 осуществляют регулярные перевозки. Аэропорты Испании подчинены общественной организации «Испанские аэропорты и аэронавигация», которая в свою очередь подчинена министерству развития. Согласно Закону об автономии Каталонии 2006 года три каталонских аэропорта были переданы в ведение Женералитета Каталонии, который управляет ими совместно с общественной организацией Aerocat Estatuto de autonomía. Аэропорт Мадрида с пассажиропотоком 50,8 млн в 2008 году — один из самых загруженных аэропортов в мире. Аэропорт Барселоны обслужил 30 млн пассажиров в 2008 году. Менее загруженные аэропорты находятся в Гран-Канария, Малаге, Валенсии, Севилье, Мальорке, Аликанте и Бильбао.
Испанскими авиакомпаниями являются: Air Europa, Air Nostrum, Air Pullmantur, Binter Canarias, Iberia LAE, Islas Airways, Vueling Airlines.

## Вооружённые силы

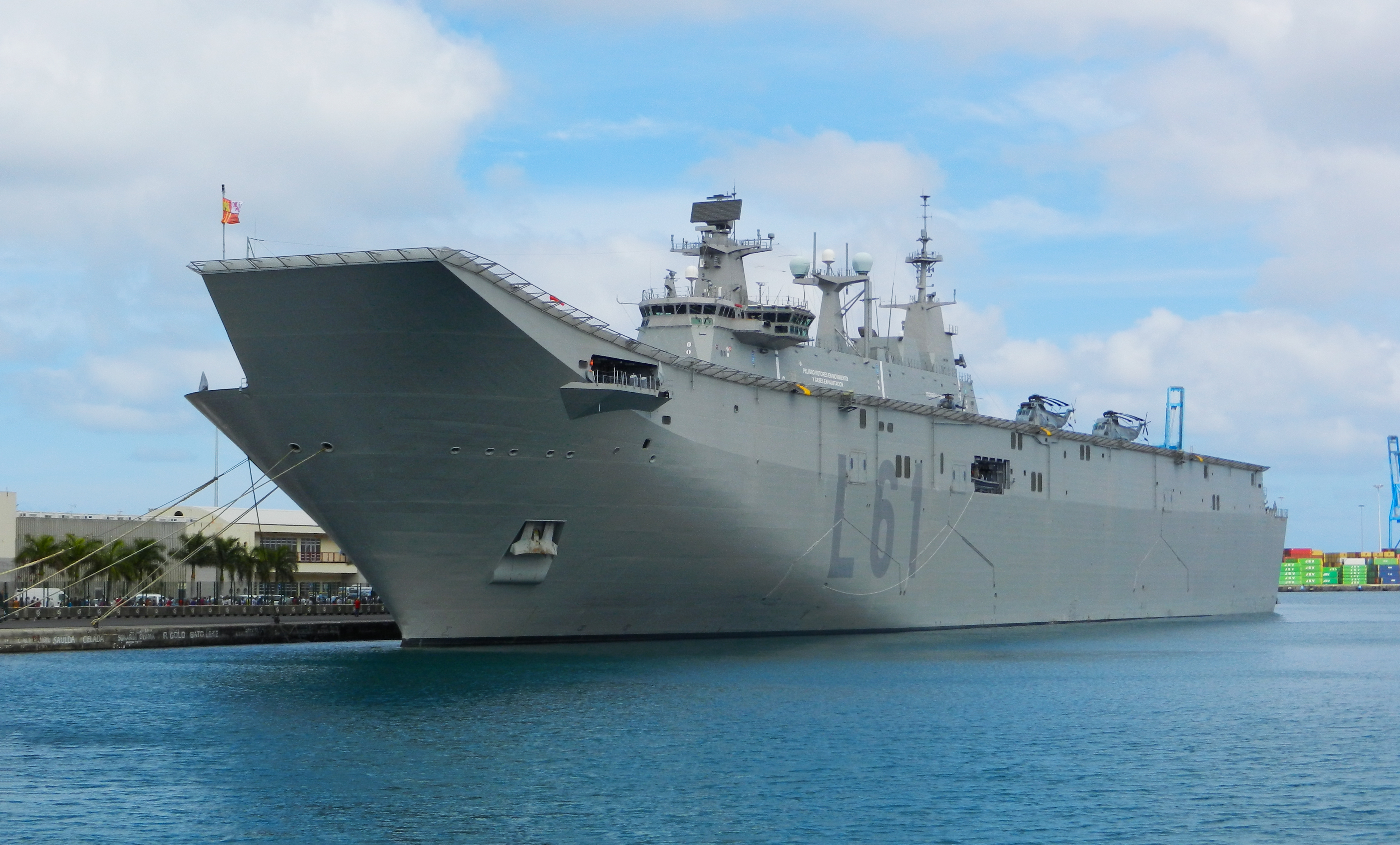
Juan Carlos I (L-61) — универсальный десантный корабль ВМС Испании

2 ноября 2004 премьер Испании Хосе Луис Родригес Сапатеро огласил новую доктрину национальной обороны Испании 1/2004.
Прежняя военная доктрина была принята в декабре 2000 года правительством Хосе Марии Аснара. В частности, в ней большое значение придавалось готовности испанских вооружённых сил к решению возможных внутренних социальных или территориальных конфликтов (армия, согласно испанской конституции, защищает страну не только от внешнего, но и от внутреннего врага). Действия армии за пределами Испании определялись её членством в НАТО и трансатлантической солидарностью с США.
В новой доктрине 1/2004 главным врагом Испании (как внешним, так и внутренним) объявляется терроризм. Отмечается, что отныне испанские войска смогут принимать участие в международных миротворческих акциях, прямо одобренных ООН или, как было в Косово, пользующихся очевидной поддержкой мирового сообщества. Кроме того, для участия в военных действиях потребуется разрешение парламента Испании.
В новой военной доктрине повышена роль генштаба обороны JEMAD, который возглавляет генерал Феликс Санс. В конце октября 2004 он сделал заявление о необходимости «уравновесить» неравноправные отношения между Испанией и США, сложившиеся после 1953 года, когда Испания и США подписали военное соглашение о сотрудничестве в области обороны, по которому США получили право на использование в Испании нескольких крупных военных баз.
В 2001 году Испания отменила воинскую повинность и полностью перешла к профессиональной армии.
В Испании нет законов, запрещающих открытым геям и лесбиянкам служить в вооружённых силах. 4 марта 2009 года министр обороны Испании Карме Чакон (первая женщина на этом посту) издала указ, отменяющий ранее существовавший закон, который запрещал трансгендерным людям служить в вооружённых силах.
В рейтинге военной мощи с учётом на 2019 год, армия Испании занимает 20-е место.

## Преступность
После 2008 года доля иммигрантов среди испанских правонарушителей постепенно увеличивалась. Это связано с усилением иммиграции в Испанию (в том числе и нелегальной) из стран Африки, а также из Латинской Америки. Среди последних особенно активизировались две банды из Доминиканской Республики: «Dominicans Don’t Play» («Доминиканцы не шутят») и Trinitarios («Тринитарии» — названная так в честь подпольной организации «La Trinitaria», боровшейся за независимость Доминиканской республики от Гаити в 1838 году).
Доходы от наркоторговли составляют в Испании € 15,7 млн в день (2014).

## Образование
В Испании действует система обязательного бесплатного среднего образования населения в возрасте от 6 до 16 лет. В государственных школах учатся около 70 %, в государственных университетах — 96,5 %.
Крупнейшие университеты страны: Мадридский автономный университет, Комплутенсе (в Мадриде), Барселонский центральный и автономный, Сантьяго-де-Компостела, Политехнический университет в Валенсии.

## Наука

### Вычислительные мощности
По состоянию на ноябрь 2023 года в Барселоне находится BSC–CNS самый мощный суперкомпьютерный центр для научных исследований в Испании, в нём установлен один из суперкомпьютеров ЕС, проекта EuroHPC JU, суперкомпьютер «MareNostrum 5 ACC». В ноябре 2023 года «MareNostrum 5 ACC» стал третьим самым быстрым суперкомпьютером в Европе и ЕС, и восьмым в мире в рейтинге Top500. По состоянию на ноябрь 2023 года «MareNostrum 5 ACC» занимает восьмое место в мире в рейтинге Top500 и имеет заявленную производительность в 138,20 петафлопс, а пиковую — 265,57 петафлопс при среднем энергопотреблении порядка 2,6 МВт.

## Культура и искусство
Испания отличается высокой степенью этнокультурного многообразия. Важнейшими факторами развития местной материальной и духовной культуры было поочерёдное воздействие нескольких религий — ислама, христианства, а также иудаизма.
Самый знаменитый музей Испании — Прадо — находится в Мадриде. В Испании находится ещё множество уникальных музеев и галерей: Музей Пикассо и Национальный музей искусства Каталонии, расположенные в Барселоне, Национальный музей скульптуры в Вальядолиде, Музей Эль-Греко в Толедо, Музей Гуггенхейма в Бильбао, Музей испанского абстрактного искусства в Куэнке.
Национальный праздник в Испании — День испанской нации, ежегодно отмечается 12 октября (дата открытия Америки Христофором Колумбом).

### Изобразительное искусство

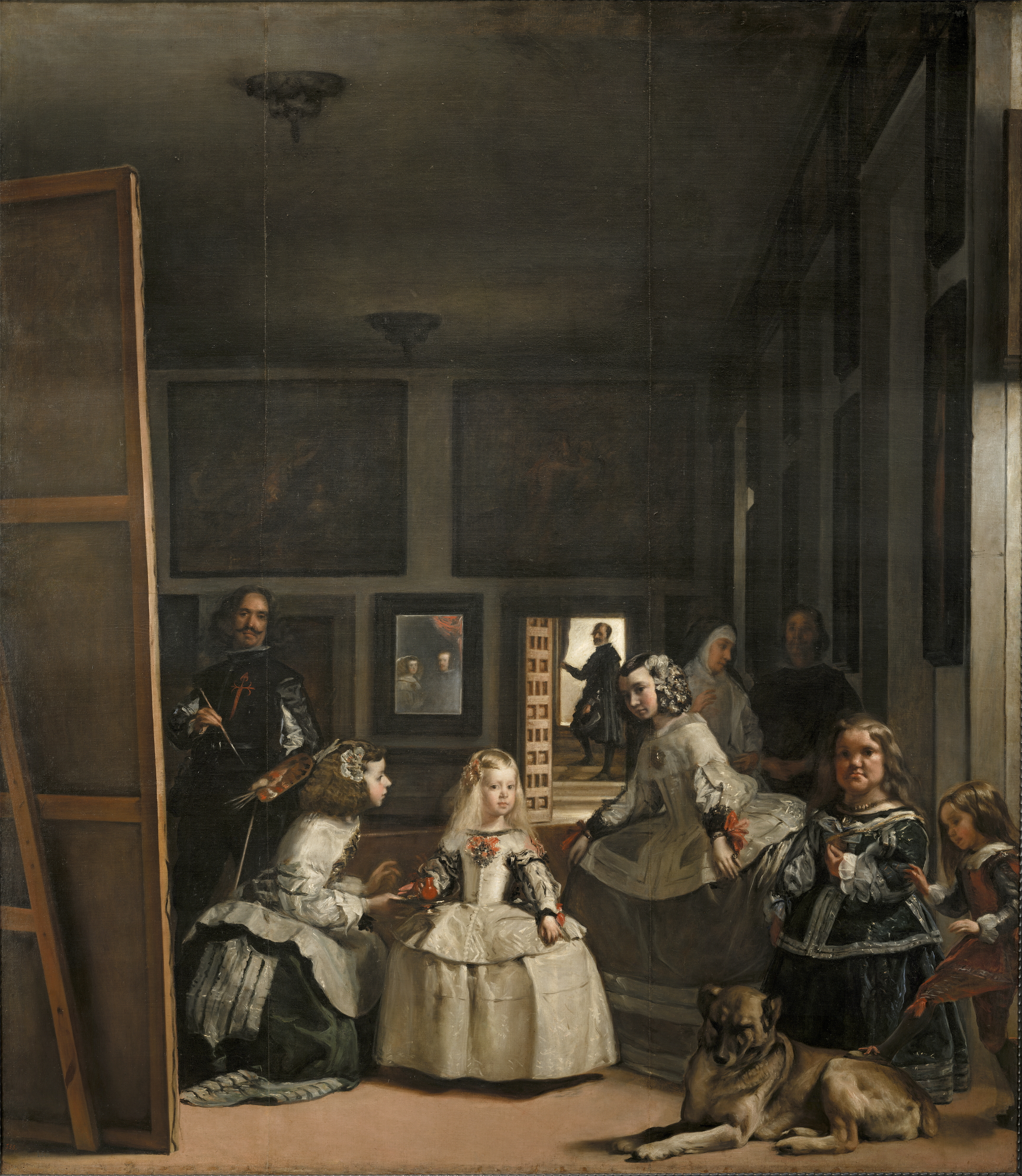
Менины, Диего Веласкес (1656)

Период становления испанской живописи — это конец XVI — первая четверть XVII века, когда активно развиваются местные школы (Севилья, Валенсия и прочие), а также на испанскую почву проникают и активно адаптируются приёмы караваджизма.

### Архитектура

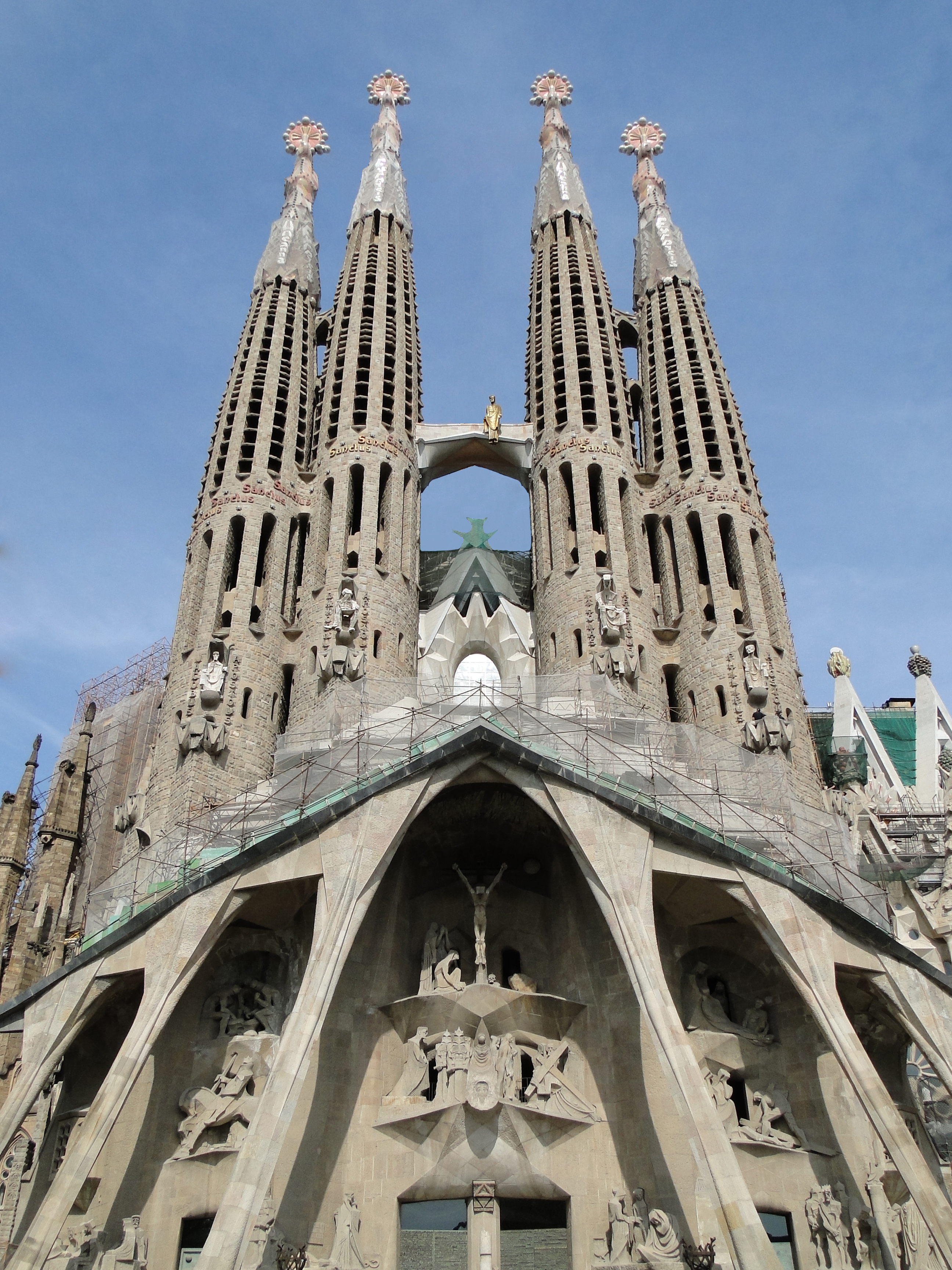
Храм Святого Семейства (Барселона)

Обстановка, в которой развивалось искусство Испании в Средние века, была сложной. Первоначально на Пиренейском полуострове правили вестготы, ветвь более крупного народа — готов. По их имени и назван этот архитектурный стиль во всей Европе. Испанская готика имеет отличительные черты. Во-первых, влияние мавританского искусства. Во-вторых, для неё характерны многообразие, несмотря на общие черты. В период XII—XIII веков происходила борьба за возврат власти с маврами (Реконкиста). До этого, в XI веке, в Испании господствовал романский стиль, а ему предшествовал астурийский (протороманский) стиль. Готика распространялась по Испании неравномерно. В Кастилии произведения готики появились уже в XIII веке, в Каталонии — в XIV—XV веках, а в Андалусию она проникла только во второй половине XV века.
Отличалось от французского и внутреннее убранство соборов. В условиях жаркого климата делались узкие окна, и внутри царил полумрак. Там, где обычно в соборах был хор, здесь размещали капеллу, обнесённую стеной. Сзади размещался алтарь и ретабло (заалтарный образ).
В Каталонии сложился свой вариант готики. Сооружения в Каталонии отличаются большей пространственной свободой, широтой плана, преобладанием спокойных горизонтальных линий. Вместо острых готических крыш — плоские покрытия по уступам. Аркбутаны и контрфорсы не выступают наружу, а часто спрятаны внутрь.
В Испании насчитывается 187 действующих маяков.

### Музыка и танец

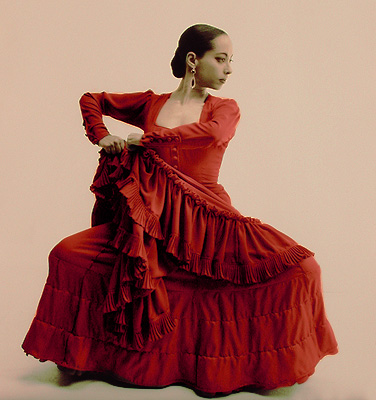
Фламенко — андалусийская песня и танец

За границей испанскую музыку часто ассоциируют только с фламенко, западно-андалусийским музыкальным жанром, который, однако, мало распространён за пределами этой области.
Среди классических композиторов, из Испании произошли такие гении, как Исаак Альбенис, Мануэль де Фалья, Энрике Гранадос.
Наиболее популярным музыкальным инструментом является гитара.

## Средства массовой информации

### Пресса
Испания располагает хорошо развитой сетью средств массовой информации. Издаётся 137 газет и около 1000 журналов. Самые читаемые ежедневные газеты: El País, El Mundo, La Vanguardia, ABC, El Periódico, Marca. Журналы для женщин Patrones, Labores del HOGAR, Moda.

### Телерадиовещание
Телерадиовещание в Испании делится на общественное и коммерческое. Общественный вещатель — RTVE, включает в себя 1-й и 2-й телеканалы (La 1 и La 2) и 4 радиостанции (Radio Nacional, Radio Clásica, Radio 3, Radio 4). Коммерческие вещатели — Antena 3, Cuatro, Telecinco и LaSexta.
В зависимости от формы распространения сигнала телевидение в Испании делится на эфирное, кабельное, спутниковое и IPTV. Радиовещание в Испании представлено только эфирным и интернет-радиовещанием, общественные радиостанции могут вещать в общих мультиплексах с общественными телеканалами через эфирное, кабельное, спутниковое телевидение и IPTV. Эфирное радиовещание вещает в аналоговом стандарте в диапазоне ультракоротких волн, а Radio Nacional, CERA и COPE — также в диапазоне средних волн.

## Спорт

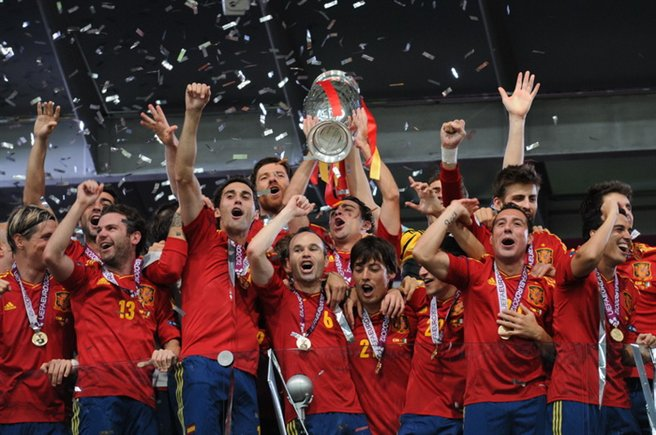
Финал чемпионата Европы по футболу 2012

Основным видом спорта в Испании является футбол с начала XX столетия. Баскетбол, теннис, велоспорт, гандбол, мотоспорт, скейтбординг и, недавно, «Формула-1» также важны благодаря присутствию испанских чемпионов во всех этих дисциплинах. Сегодня Испания — ведущая мировая спортивная держава, развитие спорта в стране в особенности подтолкнули летние Олимпийские игры в Барселоне. В 2008 году Испания одержала победу на чемпионате Европы по футболу, победив в финальном матче сборную Германии со счётом 1:0 (гол на счету нападающего испанцев Фернандо Торреса), а в 2010 — победу на чемпионате мира по футболу, в финале сломив сопротивление сборной Нидерландов со счётом 1:0 (решающий гол оформил за несколько минут до конца игры испанский полузащитник Андрес Иньеста). В 2012 году Испания вновь одержала победу на чемпионате Европы по футболу, разгромив в финале сборную Италии со счётом 4:0. В 2024 Чемпионом Евро- стала сборная Испании, в заключительном матче победившая сборную Англии со счётом 2:1 в основное время. Испания выиграла свой четвёртый титул чемпиона Европы и стала лидером среди сборных по числу выигранных чемпионатов Европы.
В теннисе Испания стала известна благодаря Рафаэлю Надалю, который выиграл 22 турнира Большого Шлема, а также стал победителем Олимпиады-2008 в Пекине в одиночном разряде и победителем Олимпиады-2016 в Рио-де-Жанейро в парном разряде.
Вообще, в 2000-х годах сборные Испании выигрывали чемпионаты мира и Европы практически по всем игровым видам спорта: по футболу, баскетболу, водному поло, хоккею на траве, хоккею на роликах, гандболу, волейболу и Кубок Дэвиса по теннису.
Сборная Испании по хоккею с шайбой выступает во втором дивизионе чемпионата мира. А в 2011 году сборная играла в 1-м дивизионе (5-е место). Первый дивизион чемпионата мира по хоккею с шайбой 2011.
Несмотря на то, что климат Испании больше соответствует развитию летних видов спорта, среди представителей зимних видов в Испании тоже есть выдающиеся спортсмены мирового уровня. В частности, фигурист-одиночник Хавьер Фернандес является двукратным чемпионом мира, а неоднократный победитель и призёр этапов Кубка мира по сноуборд-кроссу Лукас Эгибар занял 2-е место в этой дисциплине на домашнем первенстве планеты, которое проходило в марте 2017 года в Сьерра-Неваде.

## В астрономии
В честь Испании назван астероид (804) Испания, открытый в 1915 году испанским астрономом Хосе Комасом в обсерватории Фабра, находящейся недалеко от Барселоны и названной в честь каталонского аристократа и политика Камила Фабры.